# Harry Potter i el pres d'Azkaban (pel·lícula)
Harry Potter i el pres d'Azkaban (títol original en anglès: Harry Potter and the Prisoner of Azkaban) és la tercera pel·lícula de la saga Harry Potter, dirigida per Alfonso Cuarón i estrenada el 2004, basada en la novel·la homònima. Els actors són els mateixos de les pel·lícules anteriors, excepte pel paper d'Albus Dumbledore, on Michael Gambon reemplaçà el difunt Richard Harris. Aquesta pel·lícula ha estat doblada i subtitulada al català.
Després d'haver fet els tretze anys, sol i allunyat dels seus amics de Hogwarts, en Harry es baralla amb la seva tieta Marge, a qui converteix en globus, i ha de fugir amb el Nitrèpid Bus, un autobús màgic. Alhora, de la presó d'Azkaban n'ha fugit un assassí terrible, en Sirius Black, que sembla que està disposat a assassinar en Harry.
El guió, a càrrec de Steve Kloves, presenta una adaptació de la novel·la que es va prendre més llibertats que en el cas de les dues primeres pel·lícules de la sèrie. Això va provocar reaccions molt diverses entre els afeccionats més partidaris d'una adaptació fidel del text literari. El llargmetratge presta una major atenció a la maduració psicològica i sexual del trio protagonista. A més, segons la crítica, també presenta un to més fosc, d'acord amb la història del fugitiu Sirius Black, un suposat seguidor de l'home que va deixar sense família en Harry Potter. Malgrat els canvis de to, continuïtat i elenc, El pres d'Azkaban és, fins al moment, una de les pel·lícules de la sèrie que més crítiques positives ha aconseguit. A més, la mateixa novel·lista va declarar en el seu moment que El pres d'Azkaban era la seva adaptació preferida fins al moment.
La durada de la cinta, 141 minuts, la va convertir en el seu moment en la més breu de la sèrie, tot i que la novel·la en què es basava tenia una extensió major a la de les seves predecessores. La pel·lícula va conservar aquest lloc fins que va ser estrenat el cinquè llargmetratge de la sèrie: Harry Potter i l'orde del Fènix.
Amb uns ingressos de 795.634.069 dòlars, es va convertir en un dels èxits comercials de l'any 2004, però les xifres de la seva recaptació la van convertir en la pel·lícula menys reeixida de la franquícia. Pel que fa als reconeixements obtinguts, El pres d'Azkaban va rebre dues nominacions als Oscars de 2005 en les categories de millor banda sonora i millors efectes especials. També va aconseguir quatre nominacions en els premis BAFTA el 2005 i nou als Premis Saturn.

## Argument
Després d'un altercat a la casa dels seus oncles, els Dursley, en Harry fuig sabent que podria ser expulsat de Hogwarts per haver usat màgia fora del col·legi. A bord del Nitrèpid Bus arriba a una taverna de mags a Londres, on s'assabenta que un perillós homicida anomenat Sirius Black s'ha escapat misteriosament de la presó d'Azkaban. No obstant això, Harry dedueix que Black l'està buscant per algun motiu i en efecte, com li adverteix Arthur Weasley, Black va darrere d'ell perquè havia estat un dels seguidors més fervents de Lord Voldemort i desitja matar a Harry com a venjança per la desaparició del seu amo.
Després de retrobar-se a la taverna amb l'Hermione i en Ron, els tres adolescents parteixen cap al col·legi Hogwarts amb el tren escolar. Durant el trajecte, el vehicle s'atura per un aparent desperfecte mecànic i és abordat per unes criatures d'immensa grandària, davant la presència dels quals Harry es desmaia. Remus Llopin, el nou mestre, salva als nois i els explica que aquestes criatures són demèntors, els carcellers d'Azkaban. El director Albus Dumbledore anuncia en el seu discurs de benvinguda que per ordre de la Conselleria d'Afers Màgics els demèntors custodiaran els accessos al campus i adverteix als alumnes que no s'hi apropin.
Quan els alumnes tornen d'una excursió a la vila de Hogsmeade es troben que el retrat mitjançant el qual s'accedeix a la sala comuna de Gryffindor ha estat tallat. La Senyora Grassa confessa haver estat atacada per Sirius Black i diu que l'assassí pot trobar-se encara al castell. Dumbledore inicia una recerca per tota l'escola, però Black no apareix. En la següent excursió a Hogsmeade, Harry arriba al poble utilitzant un mapa especial que li havien donat els bessons Weasley. Allí escolta a la professora Minerva McGonagall mentre explica que Black havia estat amic dels Potter i els havia traït venent-los a Voldemort, a més de matar a Ben Babbaw, que havia intentat advertir al matrimoni. Es descobreix també que Black és el padrí d'en Harry i aquest últim jura matar-lo quan el trobi.
El professor Llopin decideix fer-li classes particulars a Harry després que el noi fos atacat pels dementors enmig d'un partit de quidditch. Llopin li ensenya l'encantament Patronus mitjançant el qual ha de poder defensar-se dels monstruosos éssers. Una nit, el protagonista descobreix mirant el mapa que Ben Babbaw està rondant els corredors del castell, però no aconsegueix trobar al mag suposadament mort i Llopin desestima la possibilitat.
Al final de l'estiu, Harry, Hermione i Ron van a visitar al guardabosc Rubeus Hagrid, ja que el seu hipogrif, Becbrau, ha de ser executat per haver atacat a un alumne a classe. Quan la sentència va a fer-se efectiva, la rata d'en Ron –Scabbers– escapa i els tres la persegueixen fins al pi cabralla. En aquest moment apareix un enorme gos negre que segresta en Ron amb la seva mascota portant-lo fins a la Ca l'Alfred. Allí, el ca es revela com el pròfug Sirius Black. Llopin apareix enmig de la baralla i revela que Black no és el culpable d'haver traït als pares d'en Harry, sinó Ben Babbaw, que igual que Black és un animàgic: té la capacitat d'adoptar la forma d'un animal. La rata Scabbers resulta ser el mag desaparegut i traïdor.
El grup parteix amb Babbaw capturat, però la lluna plena apareix al cel i Llopin –de qui s'havia revelat que és un home llop– es transforma i ataca al grup. Babbaw fuig mentre Black, convertit en gos, intenta allunyar a la bèstia i resulta ferit en la batalla; Harry auxilia al seu padrí però els dementors els envolten. Abans de desmaiar-se, el noi veu que a l'altre costat del llac algú conjura un Patronus capaç d'espantar la legió de monstres que havien estat a punt de matar-los.
Black és sentenciat a rebre el «petó del dementor», condemna amb la qual se li extirparia la seva ànima. Quan els estudiants desperten a la infermeria adverteixen a Dumbledore que la Conselleria d'Afers Màgics ha capturat al mag equivocat. Aquest troba com a única solució utilitzar el giratemps, un artefacte que Hermione havia utilitzat secretament per anar a diverses classes al llarg de l'any retrocedint en el temps. Junts, Harry i Hermione fan diferents arranjaments en el devenir dels esdeveniments i alliberen també a Becbrau abans que sigui executat; també descobreixen que en la paradoxa temporal Harry va convocar el Patronus que va espantar els dementors. Després, muntat al llom de l'hipogrif, Sirius fuig a l'estranger després de prometre al seu fillol que tornarien a veure's.

## Repartiment
| Personatge         | Actor             | Doblatge (català)     |
| ------------------ | ----------------- | --------------------- |
| Harry Potter       | Daniel Radcliffe  | Masumi Mutsuda        |
| Hermione Granger   | Emma Watson       | Michelle Jenner       |
| Ron Weasley        | Rupert Grint      | Roger Isasi-Isasmendi |
| Sirius Black       | Gary Oldman       | Juan Antonio Bernal   |
| Remus Llopin       | David Thewlis     | Pep Anton Muñoz       |
| Sibil·la Trelawney | Emma Thompson     | Mònica López          |
| Ben Babbaw         | Timothy Spall     | Pep Sais              |
| Stan Shunpike      | Lee Ingleby       | David Brau            |
| Madame Rosmerta    | Julie Christie    | Rosa Guiñón           |
| Marge Dursley      | Pam Ferris        | Maria Luisa Solá      |
| Albus Dumbledore   | Michael Gambon    | Joaquim Díaz          |
| Rubeus Hagrid      | Robbie Coltrane   | Enric Arquimbau       |
| Minerva McGonagall | Maggie Smith      | Elsa Fàbregas         |
| Severus Snape      | Alan Rickman      | Joan Carles Gustems   |
| Cornelius Fudge    | Robert Hardy      | Eduard Lluís Muntada  |
| Draco Malfoy       | Tom Felton        | Lluís Gustems         |
| Arthur Weasley     | Mark Williams     | Enric Isasi-Isasmendi |
| Molly Weasley      | Julie Walters     | Aurora García         |
| Ginny Weasley      | Bonnie Wright     | Paula Ribó            |
| Percy Weasley      | Chris Rankin      | Hernan Fernández      |
| Vernon Dursley     | Richard Griffiths | Domènech Farell       |
| Petúnia Dursley    | Fiona Shaw        | Marta Angelat         |

## Producció

### Direcció
Poc abans de l'estrena de Harry Potter i la cambra secreta, es va anunciar que Chris Columbus, director dels primers dos llargmetratges, no estaria al capdavant de la tercera part de la sèrie, sinó que només ocuparia el càrrec de productor. Columbus va prendre aquesta decisió de Columbus, atès que desitjava passar més temps amb la seva família, la qual cosa no podia fer a causa de la gran demanda de temps que exigeixen films d'aquesta envergadura. Va començar llavors l'etapa de negociacions amb altres realitzadors, entre els quals Kenneth Branagh (que havia actuat a Harry Potter i la cambra secreta) i Callie Khouri. El projecte també li va ser ofert al director mexicà Guillermo del Toro que va rebutjar l'oferta basant-se en els resultats de les pel·lícules realitzades fins al moment (per al seu gust massa infantils i suavitzades en detriment de l'aire dickensià de les novel·les de J. K. Rowling). Marc Forster també va rebutjar el càrrec de director, ja que ja havia treballat amb temes semblants i amb nens actors en Finding Neverland i no volia repetir.
Finalment, es va anunciar que el càrrec seria ocupat pel director mexicà Alfonso Cuarón. Els productors li van oferir el projecte després de veure el treball de Cuarón en l'adaptació de la novel·la A little Princess de Frances Hodgson Burnett, nomenament que va ser avalat per la mateixa J. K. Rowling que va elogiar adaptació esmentada, així com una altra de les pel·lícules del realitzador, Y tu mamá también.

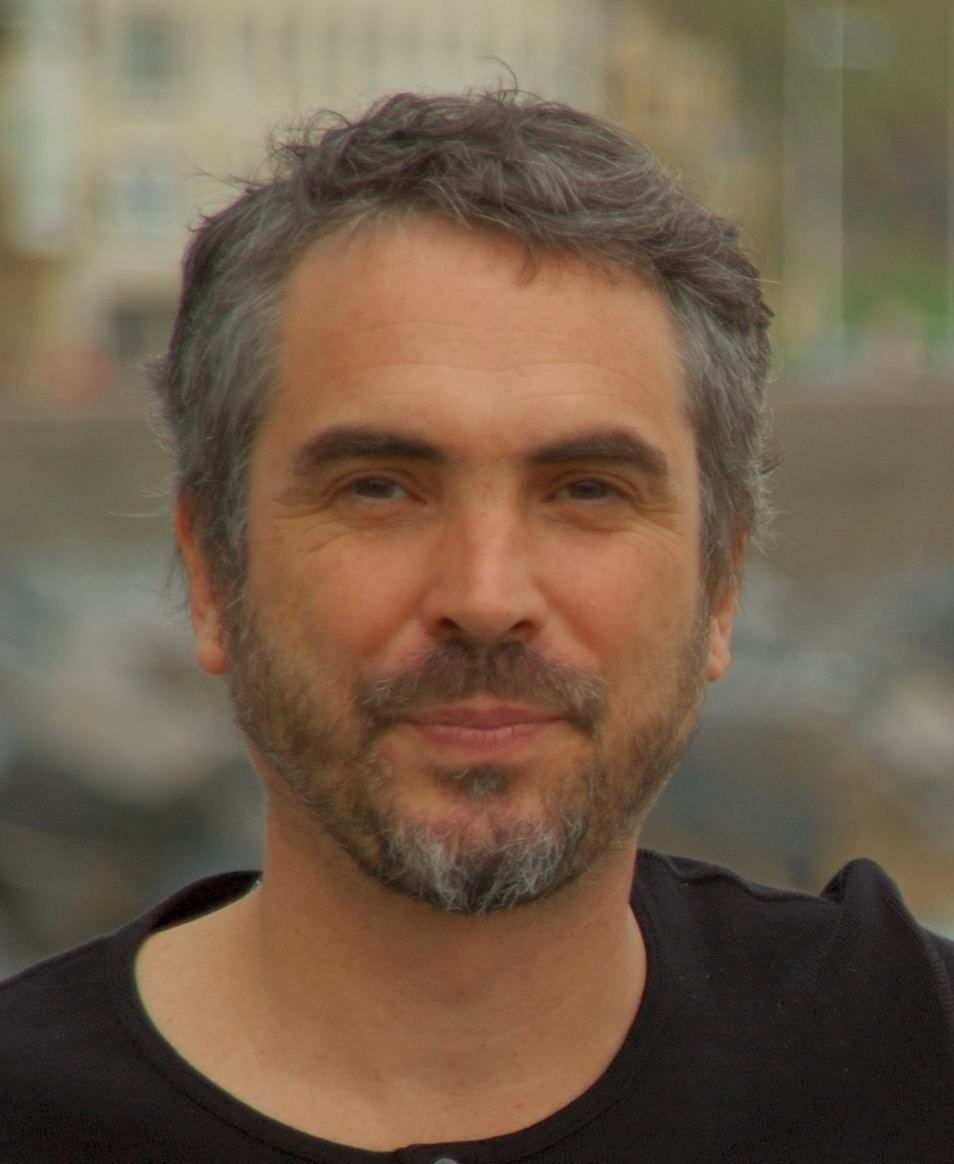
Alfonso Cuarón.

El director no havia llegit els llibres amb anterioritat i amb prou feines coneixia el món imaginat per l'escriptora britànica. Els actors Gael García Bernal i Diego Lluna li van parlar sobre l'univers creat per Rowling durant les gires promocionals de Y tu mamá también, moment en què Cuarón va rebre el guió. A més, Guillermo del Toro també el va instar a realitzar la pel·lícula. Un cop interessat en el projecte, Cuarón va llegir el guió de El pres d'Azkaban i els llibres següents. Segons les seves declaracions va haver-hi una connexió immediata que li va permetre imaginar visualment el relat des del primer moment; al principi, també li va produir certa incomoditat haver de reprendre un món ja concebut per un altre director. La idea de Cuarón va ser mantenir-se fidel al material novel·lístic quant a la seva essència, alterant el que fos necessari per mantenir la dinàmica cinematogràfica sempre que això no afectés o contradigués la lògica del desenvolupament dels llibres encara no escrits. També es va concentrar a abordar amb major profunditat alguns dels nous aspectes de la trama com el tema de l'adolescència, amb el qual ja havia treballat en pel·lícules anteriors. En la seva opinió, El pres d'Azkaban tracta sobre un nen que intenta descobrir la seva identitat en una etapa en què la por ja no és l'home del sac de sota el llit sinó que és dins teu. La clau estava a trobar l'equilibri perfecte entre el món infantil que es deixava enrere i la creixent foscor de la trama.
A més d'una forta empremta personal en el vestuari, el disseny de decorats i les actuacions, el director va aportar idees com incloure lil·liputencs a algunes escenes o un cementiri als terrenys de Hogwarts, les quals van ser desestimades per no encaixar al món creat per Rowling. No obstant això, l'escriptora va lloar el toc personal que el mexicà va aportar a les seqüències del viatge temporal amb els personatges duplicats a la pantalla i els seus tocs d'humor. Rowling també va elogiar la inclusió d'un cap reduït xerraire, idea que segons ella hagués volgut utilitzar en les seves novel·les.
Quant a l'estètica de la pel·lícula, Cuarón va decidir filmar amb angulars amples per mostrar el fons el més possible i destacar-hi el llenguatge corporal dels actors en interacció amb ell, un fet que obeïa al seu desig de convertir el paisatge en un personatge més. També es va inclinar per imprimir un estil diferent de la imatge treballant amb pocs primers plànols i una fotografia gairebé naturalista.

### Guió
El guió del llargmetratge va quedar en mans de Steve Kloves, que ja havia realitzat la mateixa tasca adaptant les novel·les anteriors. El guionista va començar les negociacions per aquesta feina el 2001, tres mesos abans de l'estrena de Harry Potter i la pedra filosofal. Aquesta vegada, a causa de la complexitat de la novel·la que s'estava adaptant, Kloves va optar per confeccionar un llibret que fos menys fidel al llibre, per evitar que la pel·lícula tingués una durada excessiva. Segons el guionista, l'autora entenia que la dinàmica d'una pel·lícula funcionava d'una manera molt diferent que la d'una obra literària, per la qual cosa Rowling va acceptar les modificacions que va suposar la transposició a la pantalla gran.
L'autora va reconèixer que malgrat que el tercer llibre va ser el més senzill d'escriure, la complexitat de la trama representava un problema per a l'adaptació. En aquest procés, Kloves i el director «van haver de recórrer el mateix camí que jo», va declarar en referència a la reelaboració de l'argument. La mateixa J. K. Rowling va demanar a Alfonso Cuarón que la seva adaptació no apel·lés a una literalitat acèrrima sinó a la fidelitat a l'essència del text i tant el director com el guionista es van mostrar conformes amb aquesta premissa.
La visió de Cuarón sobre la cinta també va influir en el resultat del guió. Com que per al director la pel·lícula tractava sobre la recerca de la identitat, el guió va posar èmfasi en aquesta indagació i en els conflictes dels personatges principals abans que en els detalls del relat literari. Els canvis que va executar Kloves van incloure l'eliminació d'algunes explicacions entorn del passat dels pares de Harry i de les circumstàncies de la fugida de Sirius Black. Entre les subtrames que van ser esborrades totalment o parcialment figuren la resolució del torneig de quidditch, les audiències per l'atac de l'hipogrif Becbrau i tot el que feia referència a la veritable identitat de Malifet, el gat d'Hermione que en la novel·la ajudava al pròfug. El guionista també va implementar un reordenament cronològic d'alguns esdeveniments i va crear algunes escenes relativament noves reutilitzant fragments de la novel·la, com passava en l'escena inicial on el protagonista intenta utilitzar un encanteri d'amagat del seu oncle.
Aquestes decisions, especialment l'eliminació de l'origen del Mapa de Magatotis i les seves aventures, van causar reaccions oposades entre alguns seguidors dels llibres, els quals, acostumats a la fidelitat literal que van exhibir els primers films pel que fa a les novel·les, es van queixar de les omissions. En els fòrums de discussió, el desengany per certs aspectes de la novel·la va ser un dels temes més debatuts entre la comunitat de fanàtics.
Segons l'autora, en la pel·lícula es van incloure detalls que anticipaven coses que ocorrerien en els dos llibres finals. Per exemple, en la conversa d'en Remus Llopin amb en Harry en el pont, el professor explica al noi la capacitat de la seva mare, Lily Potter Evans, per veure en les persones coses que ningú més era capaç de veure. Aquest fet preanunciava clarament la relació entre Lily i Severus Snape, silenciada al llarg de la saga però finalment descrita en Harry Potter i les relíquies de la Mort, novel·la que va tancar l'heptalogia. Un altre detall premonitori, encara que mai va ser aclarit pel director o l'autora, va ser la modificació de la predicció proferida per Sibil·la Trelawney pel que fa al text novel·lístic. En el llargmetratge el parlament va ser el següent:
| «                     | Tornarà aquesta nit… Avui, qui va trair els amics, qui té el cor podrit per la mort, recobrarà la llibertat haurà d'alliberar-se. Es vessarà sang innocent i l'amo i el criat es tornaran a reunir de nou… | » |
| — Trelawney, Sibil·la | |   |

La «sang innocent» que seria vessada no s'esmentava en el llibre; aquesta alteració va poder constituir una picada d'ullet de Steve Kloves a El calze de foc, següent episodi de la sèrie. L'al·lusió podria referir-se o bé a la sang d'en Harry utilitzada per Voldemort en un ritual o bé a l'assassinat de Cedric Diggory. Alguna cosa semblant passa amb els malsons d'en Ron en els quals li demanen que balli claqué, fet similar al que ocorre en la quarta novel·la durant les classes del professor Murri.

### Rodatge

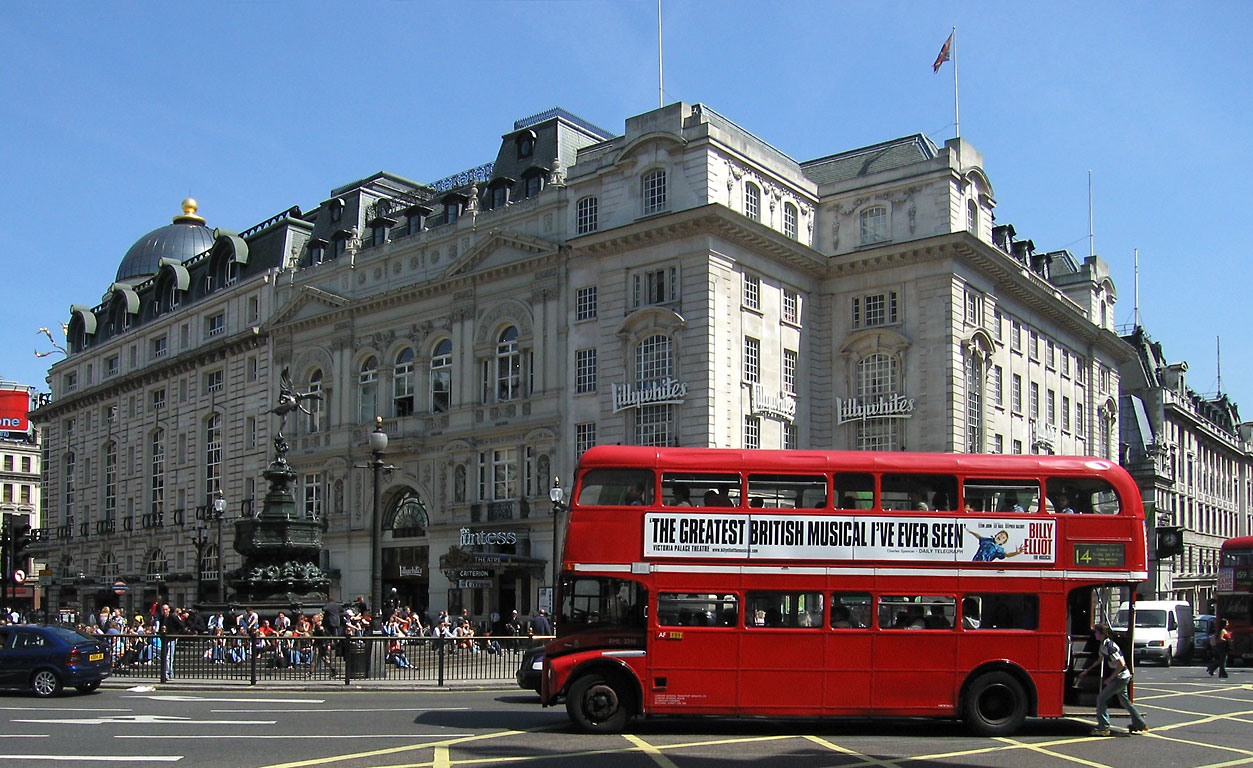
Típic autobús londinenc passant Piccadilly Circus, font d'inspiració per al Nitrèpid Bus.

El rodatge de la pel·lícula va començar oficialment el 24 de febrer del 2003 als estudis Leavesden, però el 18 del mateix mes ja havia començat la filmació en els decorats que representaven el carrer Magnòlia de la localitat fictícia de Little Whinging. El rodatge va culminar el 28 de novembre de 2003, moment en què la pel·lícula va entrar en etapa de postproducció.
El rodatge de la cinta va tenir alguns contratemps en les seves etapes inicials: a finals de febrer del 2003 (poc temps després d'haver començat la filmació), el vagó utilitzat com a part del Hogwarts Express es va incendiar al viaducte de Glenfinnan i va retardar les filmacions. Gairebé quaranta hectàrees es van cremar però no hi va haver ferits. A més, una vaga de treballadors va amenaçar de parar el rodatge a finals de març. El sindicat Bectu (que reuneix fusters, pintors, maquilladores, tècnics i obrers) reclamava un augment de sou per als seus membres considerant que el salari de 1.200 dòlars per cinquanta hores laborals a la setmana era baix. Finalment es va arribar a un acord i la producció no es va aturar.

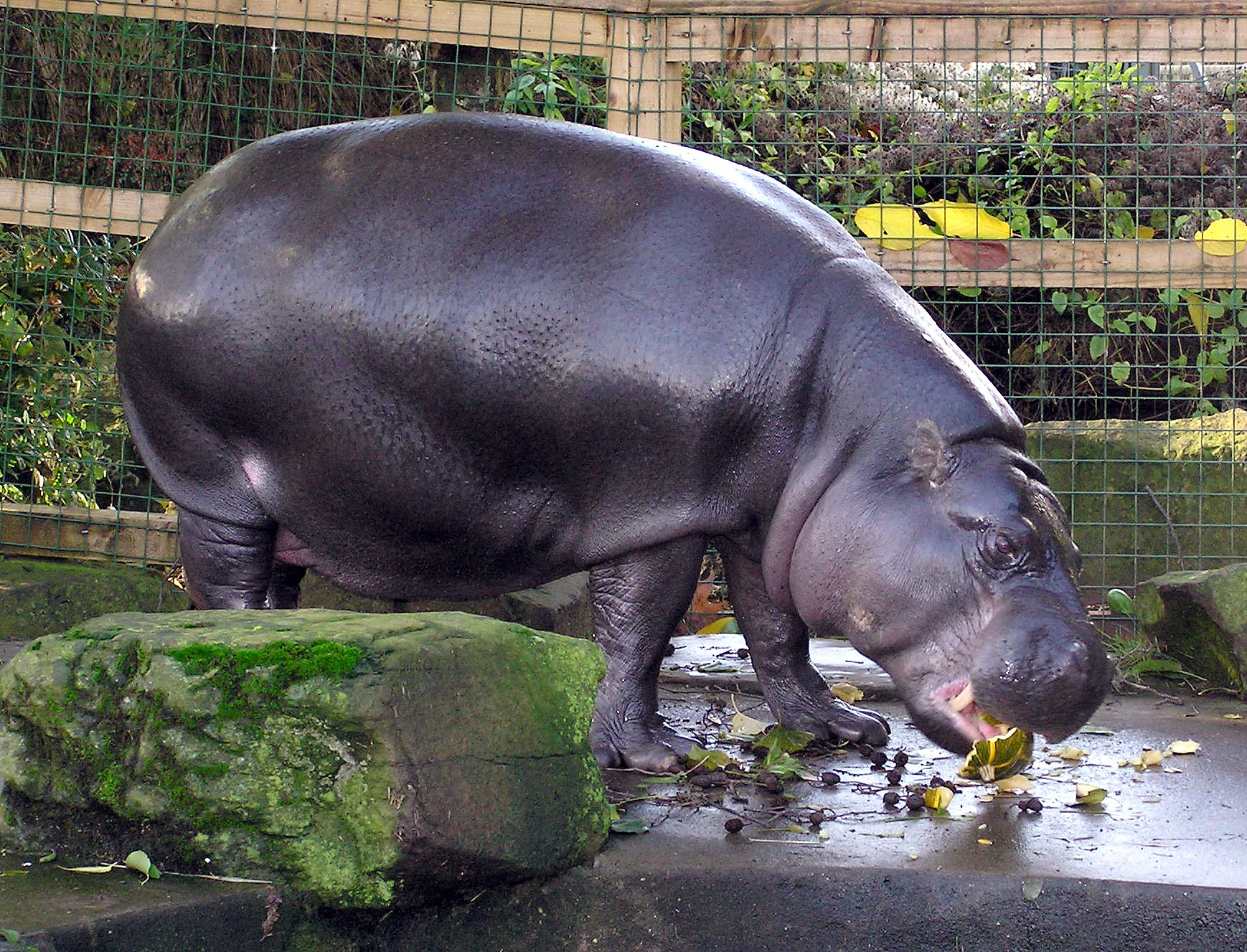
L'hipopòtam nan va ser un dels múltiples animals utilitzats en la pel·lícula.

Al llarg dels deu mesos de rodatge es van filmar escenes d'alta complexitat tècnica, una de les quals va ser la del Nitrèpid Bus que recorria els carrers contra direcció. Per aconseguir-la es va haver de planificar una complicada coreografia automobilística amb especialistes i els supervisors d'efectes visuals es van encarregar de fabricar l'autobús porpra de tres pisos. Per fer l'efecte que el vehicle es desplaçava a gran velocitat, els automòbils que circulaven entorn del mateix no havien de superar els 13 km/h mentre que l'autobús es desplaçava a 50 km/h pels carrers londinencs.
Durant el rodatge de la pel·lícula es va utilitzar una gran varietat d'animals per poblar l'univers ideat per J. K. Rowling: a més de les òlibes missatgeres que van interpretar a la Hedwig es van portar des dels Estats Units corbs entrenats que van ocupar l'hort d'en Hagrid; també es van utilitzar ratapinyades per a les escenes al Bosc Prohibit, un mastí napolità per donar vida a l'Ullal –el gos del guardabosc– i un buldog per al Sanguinari, el gos de Marge Dursley. Malifet, el gat d'Hermione, va ser interpretat per Crackerjack, un felí ensinistrat per l'entrenadora principal de la producció, Julie Tottman. L'aparença empolainada del felí va haver de ser alterada per aconseguir un aspecte més ronyós i esquerp. Per donar vida a la rata Scabbers, víctima d'en Malifet, es va utilitzar una rata veritable i un robot animatrònic. Un dels animals més exòtics utilitzats va ser un hipopòtam pigmeu, que habitava en la ficció en una de les pintures mòbils d'Hogwarts en la qual es refugia la Senyora Grassa.
Algunes de les escenes de la pel·lícula es rodaren a Glen Coe, Escòcia. Les escenes interiors, com a les pel·lícules anteriors, es rodaren als estudis Leavesden. El llac de Hogwarts era el Llac Shiel, a les muntanyes d'Escòcia. L'escena del Nitrèpid Bus, on en Harry s'escapa, fou filmat a Palmers Green, al nord de Londres.

### Decorats i localitzacions

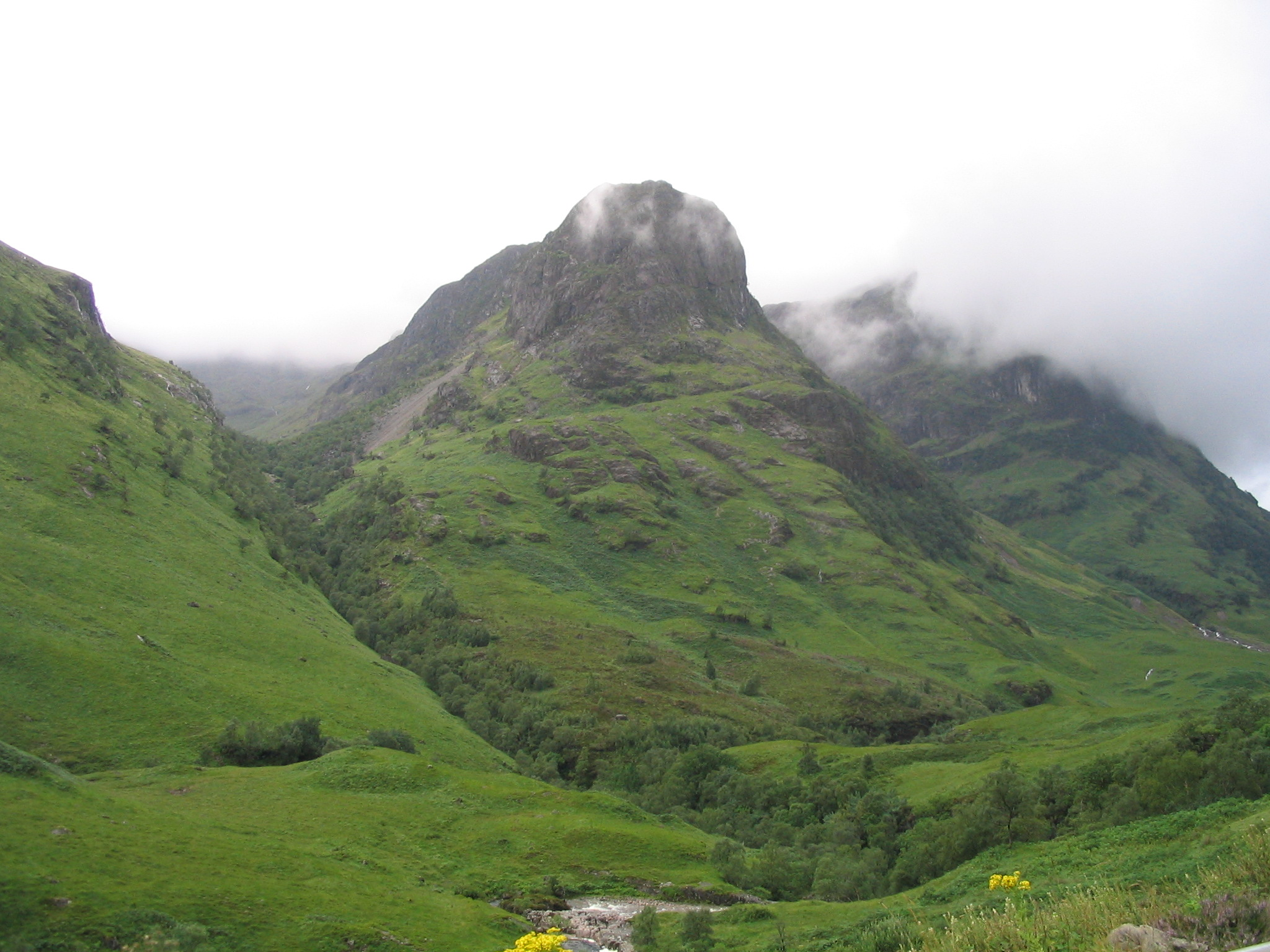
Highlands de Glen Coe, Escòcia.

El dissenyador de producció Stuart Craig (guanyador de tres premis Oscar per Gandhi, Les amistats perilloses i El pacient anglès) es va encarregar de concebre l'aspecte visual de la pel·lícula. La seva tasca va incloure elaborar nous decorats i es va ocupar de planificar la utilització de diferents localitzacions naturals.
Per confeccionar molts dels decorats i situar-se al món imaginat per J. K. Rowling, Craig va comptar amb un croquis dibuixat per la mateixa autora que ell qualifica com «la Bíblia». El dissenyador va treballar en conjunt amb el director per interpretar les seves necessitats artístiques. Cuarón va arribar a pensar fins i tot a crear un cementiri per a l'escena d'execució de Becbrau, però Rowling va desestimar la idea del cineasta. El que el director volia, abans de res, era convertir al col·legi Hogwarts en un personatge més de la trama, connectant els seus diferents espais en la ment de l'espectador. Per aquesta raó es van crear alguns nous sets com un pont de fusta que comunica un pati de Hogwarts amb l'esplanada que descendeix a la cabana de Hagrid, la qual mai abans havia aparegut en les pel·lícules i que es va utilitzar als films posteriors.

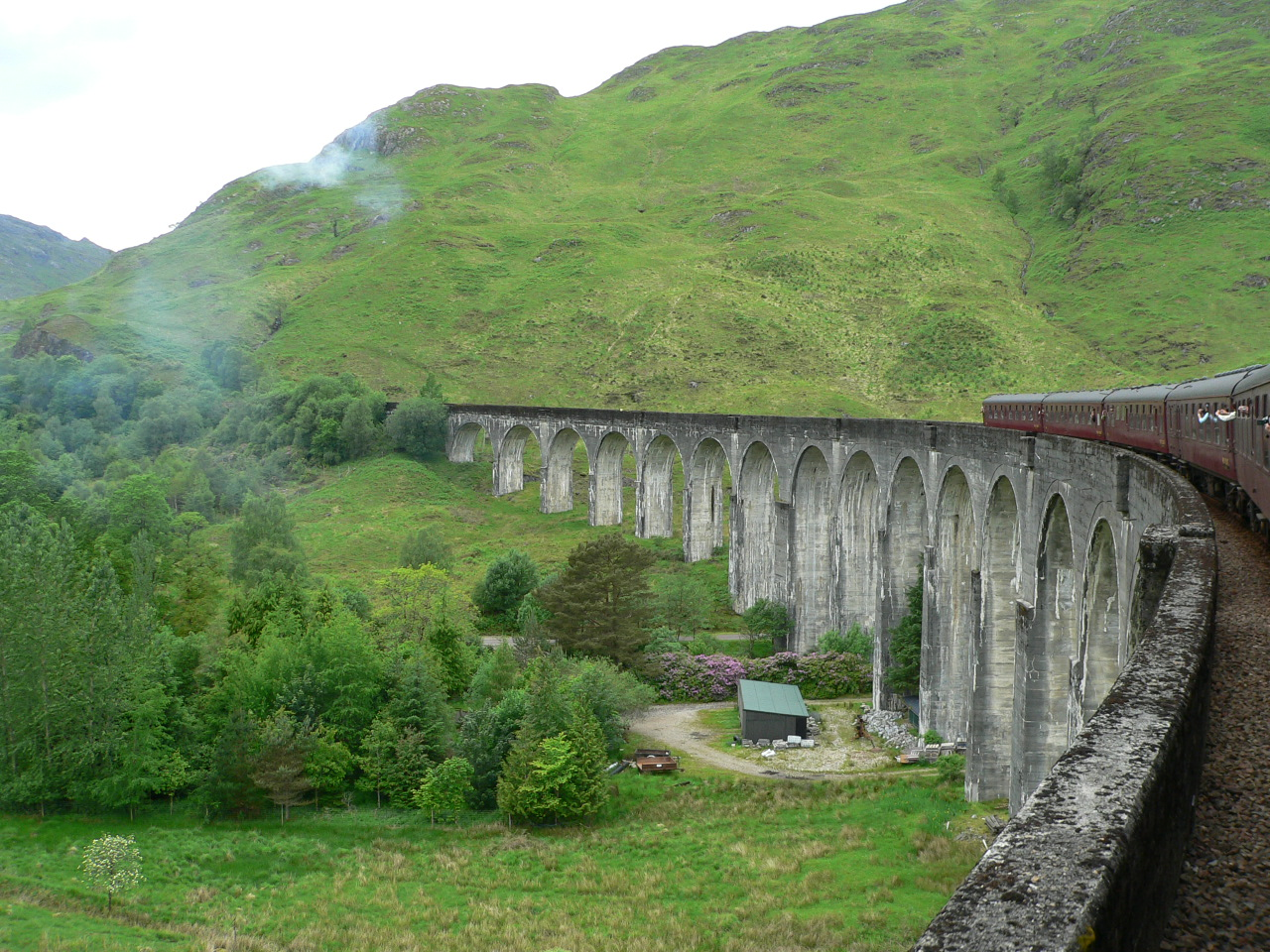
Viaducte de Glenfinnan.

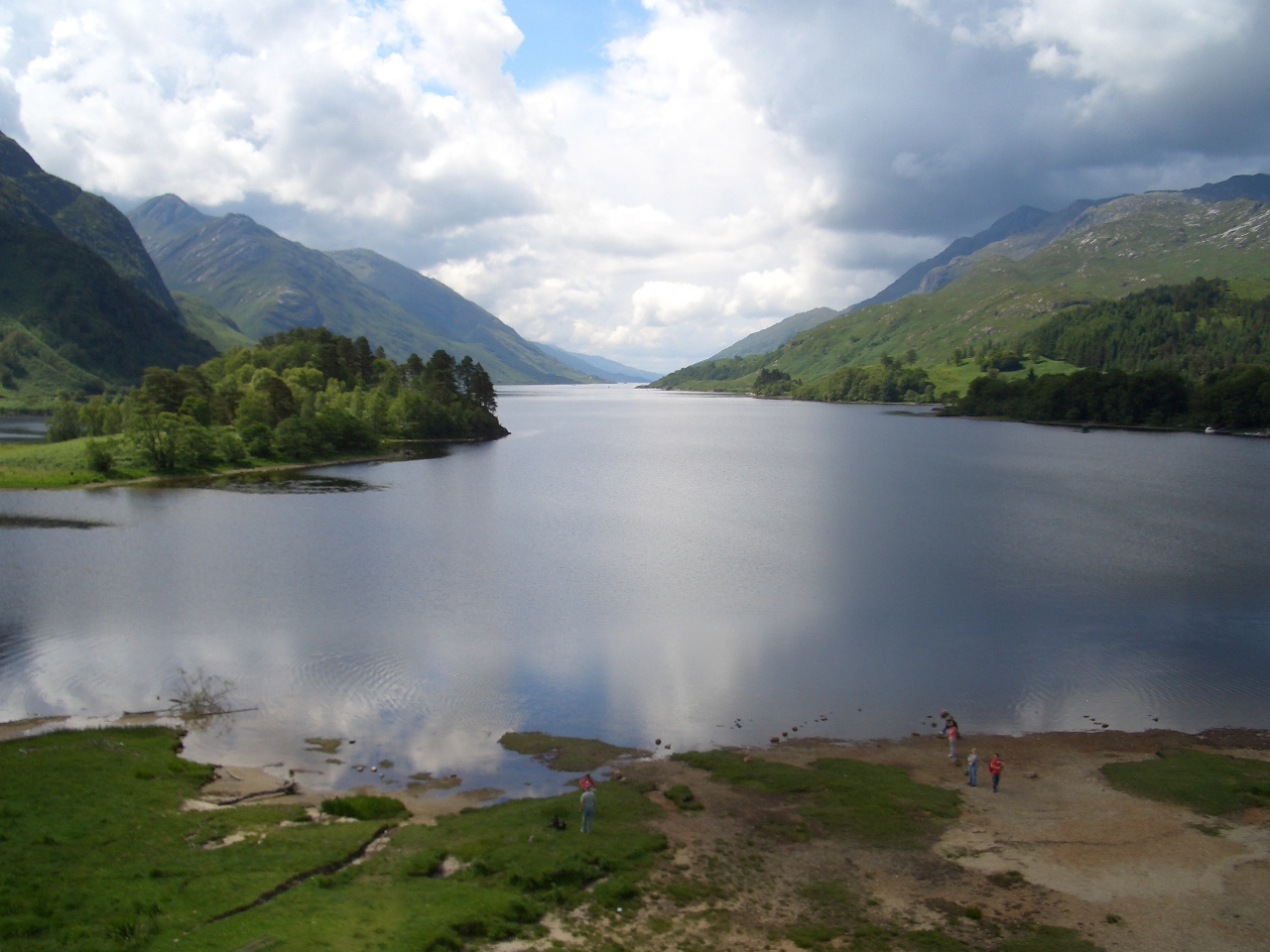
Llac Shiel.

Es van reacondicionar alguns sets utilitzats en pel·lícules prèvies per albergar els nous decorats. El despatx del professor Dumbledore va ser convertit en l'aula d'astronomia i la botiga de dolços Ducsdemel havia estat en realitat la botiga de varetes utilitzades a la primera adaptació cinematogràfica, La pedra filosofal. Per crear la vila de Hogsmeade, Craig va apostar per un disseny que evités l'aparença de «caseta de xocolata». Ducsdemel va mostrar un disseny psicodèlic al qual Cuarón va afegir el seu toc personal amb unes calaveres de sucre, llaminadura tradicional de Mèxic. Alguna cosa semblant va passar en un dels patis interiors de Hogwarts, on es va situar una font les cantonades de la qual tenien àguiles amb serps a la boca, una al·lusió a la bandera de Mèxic.
A més, Craig va insistir que era necessari usar més escenaris naturals i va aconseguir que la producció es traslladés a Escòcia al maig de 2003 per realitzar les escenes exteriors. No obstant això, la filmació en les Terres Altes escoceses va presentar dificultats quan les pluges constants van amenaçar d'enfonsar el plató, motiu pel qual es va haver de llançar grava amb helicòpters per evitar un desastre. Un altre decorat que va suposar molta feina va ser Ca l'Alfred, per la qual Craig va haver de treballar colze a colze amb el director de fotografia. Es va decidir primer el paisatge en el qual estaria situada (un terreny muntanyenc) i que seria una construcció inestable amb tendència a moure's. La mansió es va construir en sentit vertical imitant una torre i es va fer de fusta per ressaltar la seva fragilitat per oposició a les parets de pedra de Hogwarts. El moviment de l'habitatge que s'aprecia en pantalla es va aconseguir gràcies a un enorme sistema hidràulic; a més, es va haver de construir un encofrat mòbil i després, a dins, el set.
La filmació de la pel·lícula va tenir dos punts centrals: Escòcia i els estudis Leavesden a Hertfordshire, utilitzats en totes les pel·lícules filmades fins a la data. El rodatge a Escòcia va utilitzar el paisatge de les Terres Altes i el seu paisatge dramàtic. A Glencoe s'hi van rodar les escenes de la cabanya d'en Hagrid, l'emplaçament de la qual es va situar prop de Clachaig Inn. Les seqüències del Llac Negre van ser filmades al llac Shiel i en una zona oposada del viaducte Glenfinnan, al Fort William, les que tenen lloc quan el Hogwarts Express s'atura per ser abordat pels demèntors. Aquest viaducte ja havia aparegut a Harry Potter i la cambra secreta i repetiria la seva aparició en les següents pel·lícules de la sèrie. Les seqüències del Nitrèpid Bus amb què en Harry s'escapa, van ser filmades a Palmers Green, al nord de Londres i per fer-ho va caldre tallar el trànsit. Algunes preses d'aquesta escena també es van realitzar al Borough Market i al Lambeth Bridge londinencs. També es va utilitzar la catedral de Saint Paul per filmar les preses de les escales mòbils de Hogwarts.
El decorat ampli que alberga el Bosc Prohibit es va construir en els estudis Shepperton als afores de Londres. S'hi van col·locar més de seixanta troncs i es va construir un braç del Llac Negre en les ribes del qual van rodar les seves escenes els actors Gary Oldman i Daniel Radcliffe cap a l'agost de 2003.

### Treball amb els protagonistes
Per al director va ser clau acompanyar els protagonistes en el procés d'elaboració dels seus personatges. Els nois «coneixien tot el relacionat amb els seus personatges i amb l'univers que els envoltava […] A més, havien madurat fins al punt que estaven disposats a explorar un territori més emocional del que ho havien fet abans». Cuarón va focalitzar el seu treball en el trio protagonista per aconseguir actuacions més espontànies i naturals. Així és, que els va demanar redactar a cadascun un assaig descrivint com era el seu personatge i li va recomanar a Daniel Radcliffe veure pel·lícules com Les Quatre Cents Coups de François Truffaut i Ladri Di biciclette de Vittorio De Sica per entendre l'etapa que en Harry travessava; també li va aconsellar escoltar música d'artistes com els Sex Pistols per captar l'etapa de rebel·lia pròpia de l'adolescència. Pel que fa a l'assaig, Rupert Grint no el va lliurar i Emma Watson va escriure'n unes setze pàgines, per a sorpresa d'en Daniel Radcliffe, que n'havia escrit moltes menys.
Radcliffe va aprofitar l'«angoixa adolescent» descrita en la novel·la per elaborar el seu personatge: «Harry no té por de contestar als Dursley, ni d'enfrontar-se a la seva pròpia identitat, encara que crec que, com en el cas de qualsevol altre adolescent, la seva ira està equilibrada amb una espècie d'inhabilitat social», va declarar l'actor. Watson es va concentrar en les noves dimensions que va adquirir el seu personatge, menys calmada i més irreverent que abans. Grint va comentar que no haver lliurat el seu assaig li va servir per treballar la personalitat de Ron, ja que el personatge mai havia mostrat interès per les tasques escolars.

### Actors de repartiment

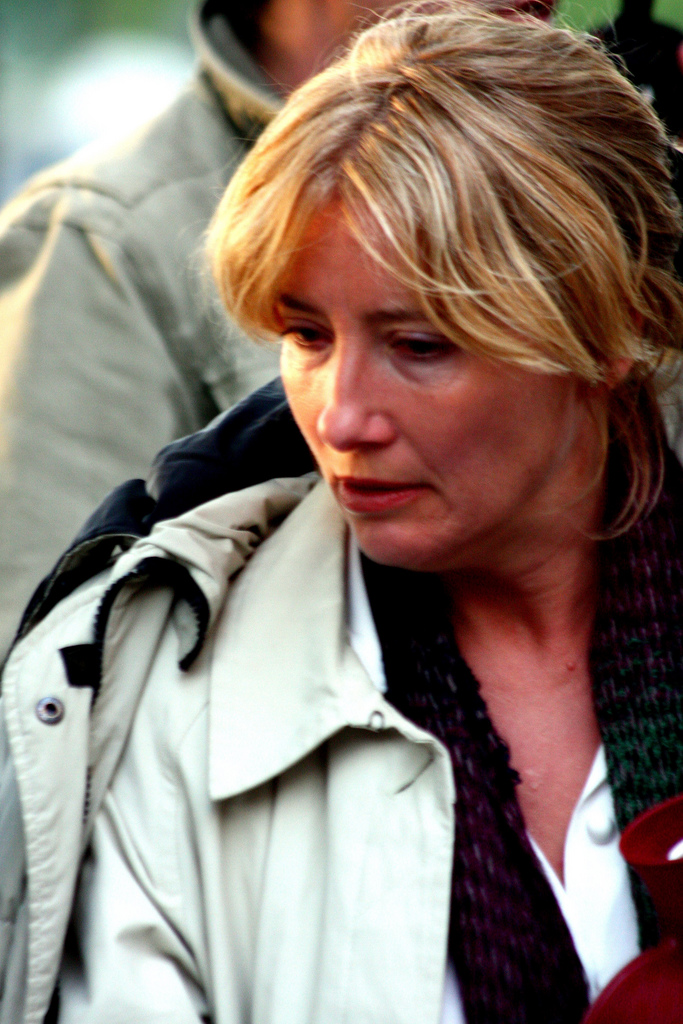
Emma Thompson.

A causa de la defunció de Richard Harris el 2002, Sir Michael Gambon va ser convocat per encarnar Albus Dumbledore. Alguns rumors van apuntar a l'actor Christopher Lee i actors com Richard Attenborough es van mostrar interessats en el personatge. El rol fins i tot li va ser ofert a Ian McKellen però el va rebutjar per haver fet un paper semblant a la saga El Senyor dels Anells. Cuarón el va seleccionar per al paper quatre mesos després de la mort de Harris. L'actor va dir que no havia llegit els llibres i que només tenia en compte els guions per a la seva composició: «No volia ser com aquests actors que es queixen perquè les seves escenes són molt més curtes que en la història original». A les entrevistes realitzades per al DVD de la pel·lícula, Gambon va recalcar la semblança d'Albus Dumbledore amb el Rei Lear, personatge de la tragèdia homònima de Shakespeare que per a l'intèrpret comparteix amb el bruixot el seu gran poder, la saviesa i la seva vestimenta tan particular encara que «no té tants problemes familiars». Gambon també va compondre al director d'Hogwarts amb un lleu accent irlandès que tant ell com el director van considerar un tribut al mort Harris, originari d'aquella zona.
També es van afegir a l'elenc Gary Oldman amb el paper de Sirius Black i David Thewlis com Remus Llopin. Oldman, que s'havia retirat de l'actuació durant uns anys a causa de la seva paternitat, va acceptar participar en el projecte, ja que feia temps que no havia filmat cap gran pel·lícula. Ell va suggerir el pentinat de Black i Cuarón va dissenyar els tatuatges que el pròfug portaria sobre la seva pell. Aquests es basen en els d'una banda russa i identifiquen a les persones respectades i temudes. Segons Oldman, el fet d'haver acceptat treballar en una pel·lícula de Harry Potter va convertir-lo en l'heroi dels seus fills. Thewlis s'havia presentat a una audició per al paper del professor Quirrell en la primera pel·lícula, però el paper va quedar en mans d'Ian Hart. En ser convocat per interpretar a Remus Llopin, l'actor es va focalitzar en el vincle amb el personatge de Daniel Radcliffe, pel qual era una espècie de figura paternal. En la visió de l'actor, Llopin és un personatge amb alguns trets punk i certa tendència a autodespreciar-se.
D'altra banda, Emma Thompson va concebre el seu personatge, la docent de Futurologia Sibil·la Trelawney, com una dona que estava massa concentrada en el futur com per a veure el que tenia el costat. Timothy Spall (Ben Babbaw en la ficció) va entendre al seu personatge des del costat del patetisme, com una espècie de paria que feia llàstima a la resta dels seus amics.
La pel·lícula també va incloure un cameo del músic Ian Brown com un bruixot a La Marmita Foradada llegint un diari. D'altra banda, el director també va aparèixer en una escena, al bar Les Tres Escombres, portant una espelma i tant la seva dona (Annalisa Bugliani) com la seva filla (Tess Bu Cuarón) van aparèixer en una de les pintures adjacents al retrat de la Senyora Grassa.
El personatge de Xo Xang, de breu aparició en la novel·la, no va ser inclòs a la pel·lícula i ni tan sols es van realitzar audicions per a aquest personatge malgrat les especulacions dels fanàtics.

### Direcció de fotografia

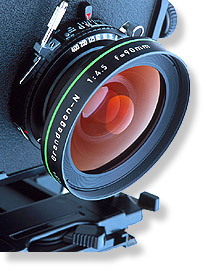
Per rodar la pel·lícula, Cuarón va decidir usar lents més amples que de costum.

Per a la direcció de fotografia de les seves pel·lícules, Cuarón va recórrer al fotògraf mexicà Emmanuel Lubezki, amb qui ha col·laborat en repetides ocasions. No obstant això, Lubezki no es trobava disponible per a l'època en què es rodaria El pres d'Azkaban i per això es va haver de contractar a un altre responsable. Com ho va expressar a les seves declaracions, al principi aquest fet va causar una mica d'inquietud al director:
| « | Va ser l'únic moment en què vaig tenir por per fer aquesta pel·lícula, quan em vaig assabentar que ell no hi seria, i la raó va ser només que no vam poder fer coincidir les nostres dates perquè ell estava fent una altra pel·lícula i jo el necessitava aquí amb molta anticipació per prendre decisions. | » |

L'elegit va ser Michael Seresin, un director de fotografia neozelandès conegut pels seus treballs amb el cineasta Alan Parker. Seresin i Cuarón van treballar per canviar l'aspecte visual de la pel·lícula recorrent a una fotografia de tall naturalista, amb una paleta cromàtica menys saturada que la dels fotògrafs anteriors (John Seale i Roger Pratt). Segons ha destacat la crítica, la preponderància de colors grisencs i textures elaborades brinda un aspecte molt renovat a la sèrie fílmica. Pel que fa a les textures, s'ha assenyalat el treball amb el granulat i la captura detallada de les esquitxades i esquinçaments als llençs dels retrats que pengen de les parets de Hogwarts. La crítica publicada al The New York Times va destacar que el treball d'aquest duo va aconseguir invocar el «poder amenaçador i sensual del món natural».
Com que la pel·lícula va ser filmada amb lents més amples que les comunes, es van haver de prendre consideracions extres per a la il·luminació de les escenes. A més, la tendència de Cuarón a filmar plans seqüència llargs i amb moviments de càmera complicats va generar dificultats per decidir on col·locar les llums. A les localitzacions d'Escòcia, el director de fotografia va aprofitar la llum natural que amb els seus tons grisencs ressaltava l'efecte dramàtic de la imatge. «Aconseguir-la va ser un malson però va valer la pena».
Moltes de les decisions vinculades amb l'aspecte visual es van prendre durant la filmació, va comentar Cuarón, però en algunes ocasions es va haver de planificar la il·luminació de seqüències molt complicades de rodar com la que té lloc en la inestable Ca l'Alfred. Per aquesta, el director de fotografia va emprar una llum suau i canviant que es filtrava entre les taules que encegaven les finestres i es va aprofitar la pols que surava en l'ambient.

### Vestuari i maquillatge

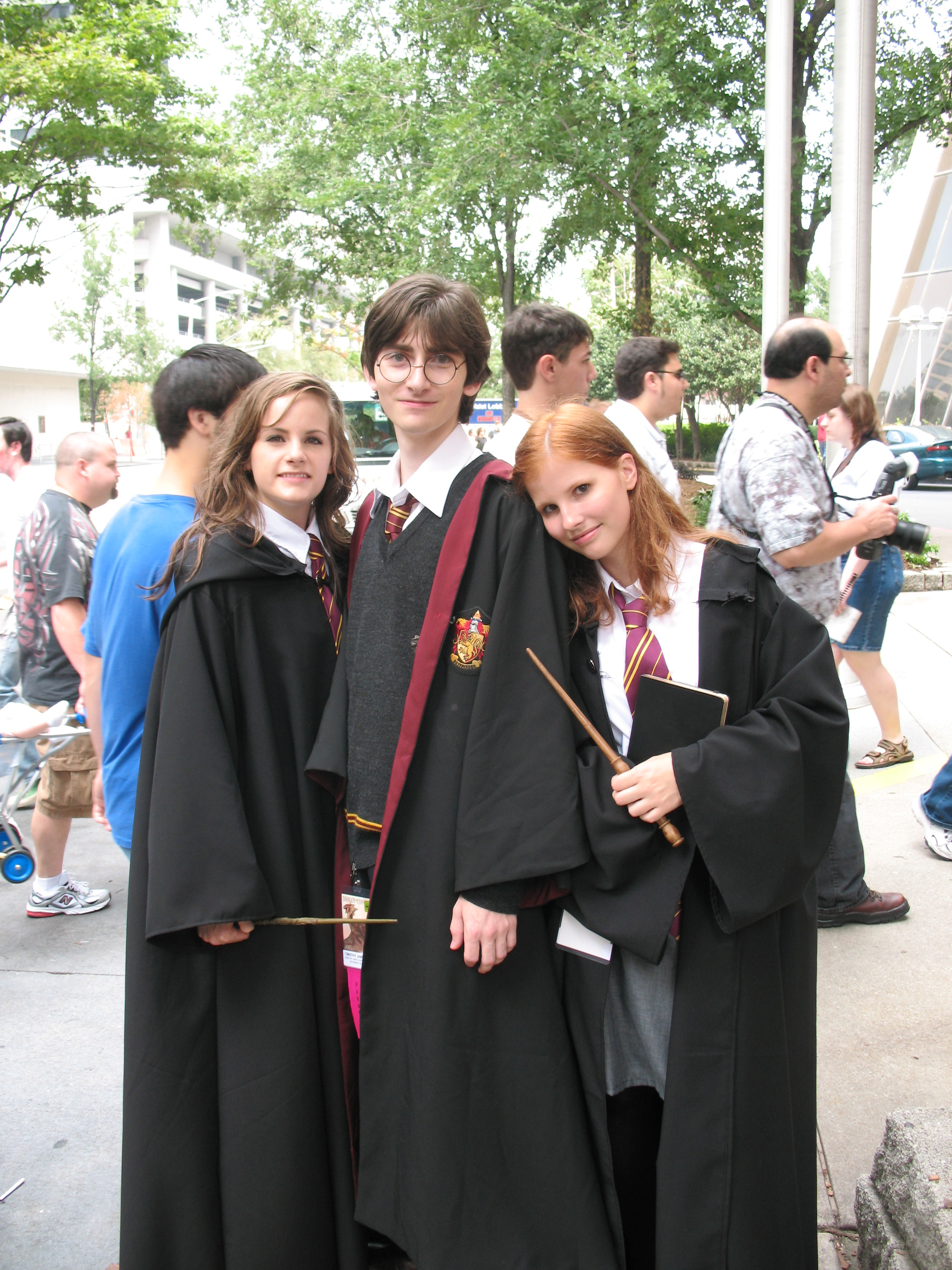
Les túniques negres formen part de l'uniforme estudiantil de Hogwarts.

La dissenyadora de vestuari Janny Temime va ser l'encarregada de renovar el guarda-roba de la sèrie cinematogràfica. Temime va ser la tercera dissenyadora de la sèrie i va acordar amb Alfonso Cuarón que era necessari fer un gir estilístic al vestuari per a aquest tercer lliurament.
El director va fomentar l'adopció d'un estil més informal per al vestuari juvenil en el seu afany per conferir a la pel·lícula un major naturalisme. En observar estudiants de col·legis anglesos reals, Cuarón va notar que «la individualitat de cada adolescent es reflectia en la manera com portaven l'uniforme. Així que els vaig demanar a tots els nois de la pel·lícula que portessin els uniformes com ho farien si els seus pares no estiguessin a prop». Temime va enfosquir els colors dels uniformes i es van confeccionar peces accessòries com samarretes i rebeques. Si bé en aquesta pel·lícula apareixen amb major prominència peces modernes com texans i jaquetes no es va buscar una desviació estilística respecte de les cintes predecessores o un reflex de les últimes modes; sinó que van representar l'evolució natural en la consciència de l'adolescent sobre la seva imatge.
La individualitat dels personatges adults es va aconseguir apel·lant a gèneres diversos per caracteritzar-los a cadascun. En el cas dels vestits de Dumbledore es va descartar l'estil majestuós dels vestits pesants que van crear les dissenyadores anteriors darrere d'un toc més hippie; per a això es va utilitzar seda principalment. El tweed es va convertir en el material representatiu del desballestat guarda-roba de Remus Llopin, ressaltant el seu eminent to anglès. L'abillament de Ben Babbaw es va mostrar anacrònic, ja que consistia en un vestit de drap d'estil anys setanta. Es va buscar que els abillaments de Sibil·la Trelawney també tinguessin un to antiquat i amb reminiscències gitanes. La composició del guarda-roba de la professora de Futurologia va adoptar com a eix les seves enormes ulleres, segons va comentar l'actriu Emma Thompson.
Alguns actors com Harry Melling i Pam Ferris van haver d'utilitzar vestits especials per simular més pes del que tenien i, en el cas de la segona, va vestir també una sèrie de vestits inflables per a les seqüències en què el seu personatge sortia volant. Aquest va ser responsabilitat dels encarregats d'efectes especials i utilleria, igual que les pròtesis que es van utilitzar en la transformació de Remus Llopin, les dents i ungles falses de Babbaw i Marge Dursley que es van combinar amb el maquillatge. Robbie Coltrane també va utilitzar un vestit especial amb un mecanisme de refredament, ja que les seves escenes es van filmar durant l'estiu i l'actor havia d'utilitzar vestits pesants de pell de talp.
Alguns actors com Gary Oldman van participar activament en l'aspecte dels seus personatges suggerint el pentinat i elements com a tatuatges. Amb alguns personatges com Llopin es van treballar les certes característiques corporals com les cicatrius postmetamorfosis o la pal·lidesa malaltissa de la seva pell; tot el procés del seu maquillatge durava unes sis hores en total.

## Post producció

### Muntatge
Per a l'edició del llargmetratge, Cuarón va comptar amb l'editor de La princeseta, Steven Weisberg. El muntatge va voler conferir a la cinta un aire contemporani, per a això es va realitzar una edició més dinàmica. En aquest sentit, el muntatge de la pel·lícula va privilegiar la utilització de plans seqüència i preses obertes per aprofitar els fons en lloc dels usuals jocs amb primers plànols.
En el tall final de la cinta es van eliminar les escenes amb el personatge de Sir Cadogan, interpretat per Paul Whitehouse, i d'aquesta manera es va eliminarla subtrama sobre la irrupció de Black al dormitori d'en Harry. Una altra seqüència filmada però no inclosa finalment és la que té lloc abans que es descobreixi la fugida de la Senyora Grassa, en la qual els tres protagonistes conversen al Gran Saló. També es van restar alguns segons a la seqüència del Nitrèpid Bus i al vol de l'ocellet que acaba sent assassinat pel pi cabralla. Totes aquestes escenes van ser recuperades al DVD de la pel·lícula, incloses en l'edició de dos discs amb contingut extra.

### Efectes visuals
Pel que fa als efectes visuals del film es va buscar superar els assoliments de les pel·lícules anteriors. La major part dels efectes van ser utilitzats per materialitzar les diferents criatures que conformen la fauna de l'univers de Harry Potter però també van intervenir en la concreció de seqüències com la metamorfosi del professor Llopin en home llop i en els acabats del viatge en el Nitrèpid Bus. Entre les empreses que van participar en els efectes visuals de la cinta van figurar la Industrial Light and Magic (ILM) i Framestore CFC principalment, a les quals donaven suport The Moving Picture Company, Cinesite i Double Negative.
Per diferenciar als demèntors dels monstres robusts d'El Senyor dels Anells (sèrie de pel·lícules amb la qual la de Harry Potter era comparada habitualment en aquella època) Cuarón va decidir ressaltar la fragilitat dels guardians d'Azkaban; es va buscar destacar el seu caràcter eteri per oposició al poder que demostraven en posar-se en acció. El director no confiava en les possibilitats de les imatges generades per computadora i per això va preferir utilitzar recursos clàssics com a trucs amb miralls i titelles. A l'efecte d'aconseguir aquest aspecte metafísic es va convocar a l'artista nord-americà Basil Twist, un expert en la creació de seqüències cinematogràfiques treballant amb ninots sota l'aigua. Es van rodar diverses proves subaquàtiques però, malgrat l'efecte líric d'aquesta tècnica, el procés resultava poc pràctic i es va escollir la implementació de tècniques digitals. L'empresa ILM i Jany Temime van col·laborar per decidir el tipus de gènere que compondria les túniques dels dementors i la seva recreació digital.
Una altra criatura molt representativa del llargmetratge és l'hipogrif Becbrau, aquest és el resultat de la combinació d'animacions i efectes digitals. Totes les escenes en què Becbrau apareixia van haver de ser planificades en guions il·lustrats, ja que el cost de producció era molt alt. Els dissenyadors de criatures es van reunir amb especialistes en fisiologia i veterinaris per estudiar la possible composició de l'ésser híbrid. Tot i que la majoria de les preses en què la criatura apareix són producte de tècniques digitals, el Departament d'Efectes Visuals va crear un robot de grandària natural i diverses parts disjuntes de la criatura com a becs i caps perquè els actors tinguessin elements de referència en el plató; a més, es va crear un aparell mòbil que imitava el llom de la criatura per filmar les escenes de vol davant del fons blau. Es va buscar també dotar de personalitat a l'hipogrif des del seu llenguatge corporal, caracteritzant-lo com un espècimen en etapa adolescent pel contrast dels seus moviments a terra i l'elegància que exhibeix quan vola. A tall es curiositat, es va incloure una presa en la qual el personatge defeca, de manera que es convertia en una de les primeres criatures digitals que va realitzar les seves necessitats fisiològiques en una pantalla cinematogràfica.

## Banda sonora

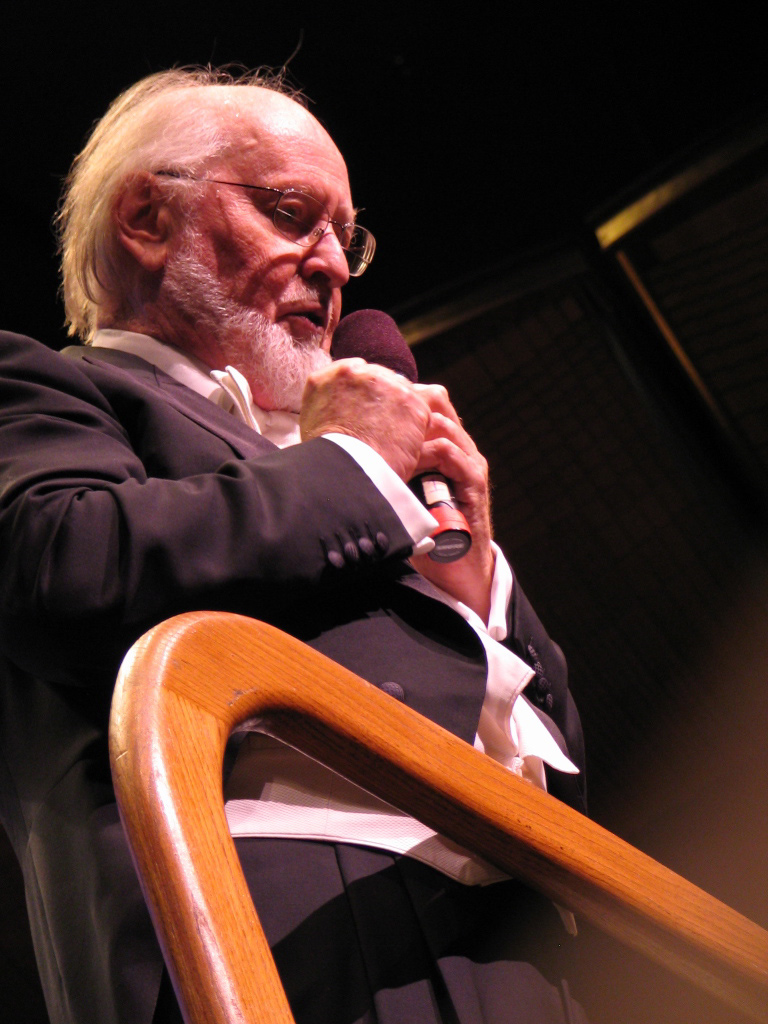
John Williams.

El compositor nord-americà John Wiliams va tornar a encarregar-se de posar música a una pel·lícula de la sèrie Harry Potter. En la seva contribució anterior, els compromisos de Williams l'havien obligat a demanar la col·laboració d'un altre artista (William Ross), però per a El pres d'Azkaban va tornar a prendre el lideratge absolut pel que fa a la composició de la música.
Williams va compondre nous temes i motius reutilitzant molt poc del material de les dues pel·lícules prèvies. Alguns crítics van atribuir aquest canvi a l'obertura temàtica i a la major varietat d'elements dramàtics que va emprar Cuarón en la seva cinta, fent-la més lúgubre. El compositor, igual que en el segon episodi de la saga, va reutilitzar en diversos fragments el tema de Hedwig que havia creat per a La pedra filosofal i que va aparèixer principalment en la peça «Hedwig's Theme», tema que a hores d'ara identificava qualsevol pel·lícula de la sèrie. No obstant això, Williams va aportar temes completament nous per a la resta de la composició, amb varietat de motius i arranjaments.
Entre els nous leitmotiv va figurar el que identifica als demèntors, que es pot sentir en diferents peces com «Apparition on the Train» o «The Dementors Converge»?; un altre motiu guia apareix en «A Window to the Past» que identifica els moments introspectius de la pel·lícula encara que no sempre comenci amb una execució en flauta. Finalment, el motiu de major aparició en tota la banda sonora és el que adquireix ple desenvolupament en la cançó «Double Trouble», una espècie de nadala amb reminiscències medievals la lletra de les quals està inspirada en l'Escena primera, Acte IV de Macbeth, tragèdia de William Shakespeare. La tornada de la cançó, agafada d'aquesta peça, repeteix una vegada i una altra la frase «Double trouble, toil and trouble» («Afany i neguit redobla») proferida per les tres bruixes. La resta de la cançó es basa en l'enumeració dels diversos ingredients d'una poció. El motiu reapareix a «Hagrid the Professor», però amb un aire renaixentista.
Aquest treball va ser reconegut per molts crítics com un dels millors que Williams havia lliurat en anys i s'hi van assenyalar influències de compositors com Txaikovski, especialment del seu ballet El trencanous. A més, la banda sonora d'El pres d'Azkaban va rebre una nominació als premis Oscar 2005 en la categoria de millor banda sonora, encara que va perdre davant Descobrir el País de Mai Més de Jan A. P. Kaczmarek.

## Promoció i estrena

### Campanya promocional
La campanya promocional de la cinta es va iniciar amb el llançament dels avenços cinematogràfics. El primer tràiler es va llançar al novembre de 2003 per internet i dies després als cinemes, acompanyant la projecció d'El Senyor dels Anells: El retorn del Rei. Un segon avanç cinematogràfic es va estrenar als cinemes al març de 2004 juntament amb la pel·lícula Scooby-Doo 2: Desbocat que mostrava amb més detall els aspectes sinistres de la trama. També es van emetre diversos anuncis per televisió per promocionar l'estrena.
El 27 de març es va llançar una nova versió del lloc oficial de la pel·lícula que incloïa un disseny que imitava el Mapa de Magatotis i posseïa diverses opcions interactives. Més prop de la data de l'estrena es van posar a la venda els productes de la línia de marxandatge del film, entre els quals hi va figurar la banda sonora (llançada el 25 de maig) i el videojoc desenvolupat per l'empresa Electronic Arts Games que va tenir el seu respectiu tràiler. El videojoc va estar disponible per a les plataformes Game Cube, Playstation 2, Xbox i PC. La versió editada per Playstation va comptar amb minijocs exclusius que utilitzaven la tecnologia Eye Toy. Harry Potter and the Prisoner of Azkaban va ser comercialitzat el 3 de juny de 2004 i es va convertir en el primer joc que permetia controlar a en Ron i l'Hermione a més del protagonista.

### Premières i estrena mundial

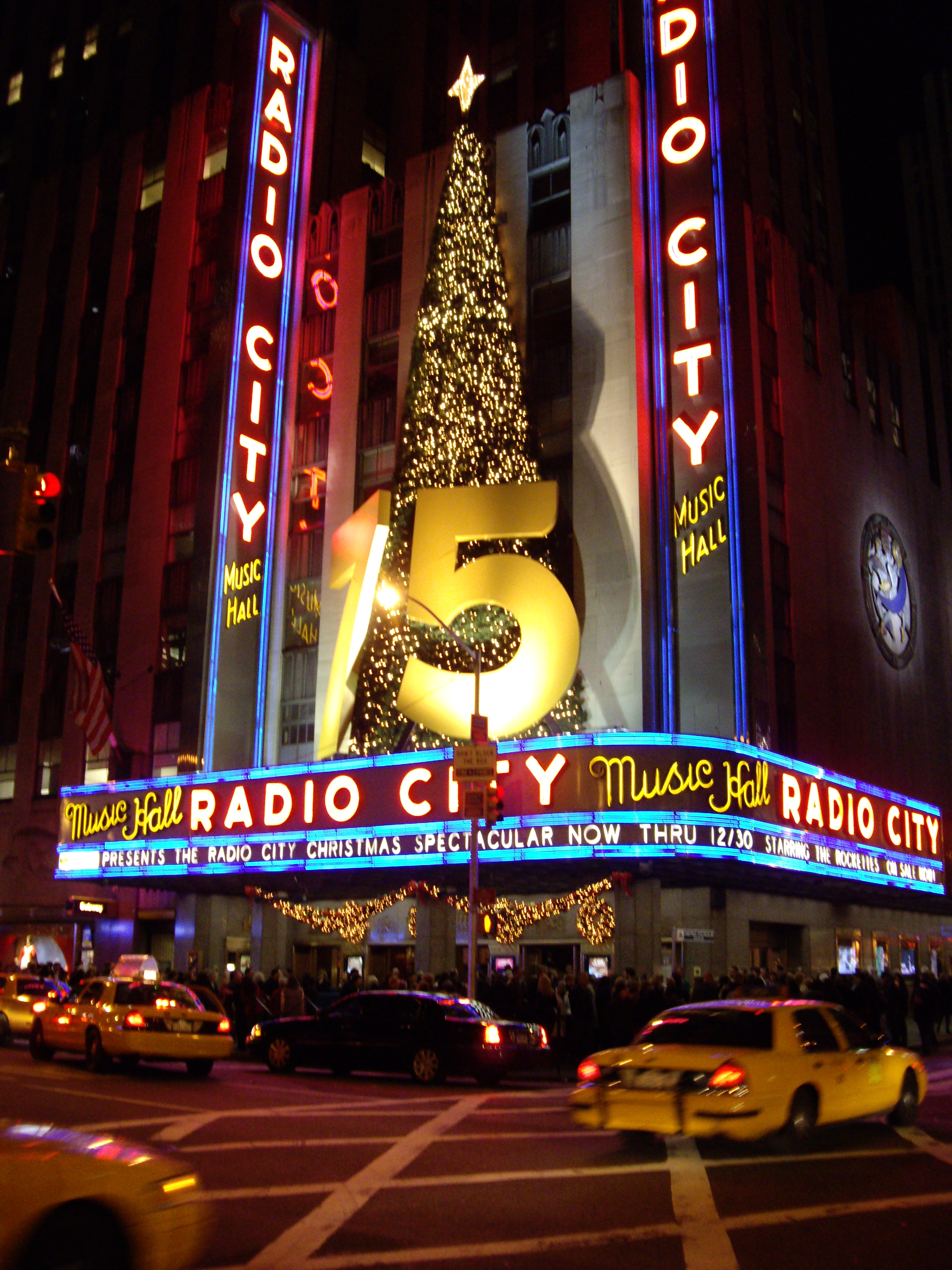
Radio City Music Hall.

El febrer del 2004, es va fer un passi de prova de la pel·lícula que va tenir lloc a la ciutat estatunidenca de Chicago. No obstant això, l'estrena oficial del llargmetratge no es va fer fins al 4 de juny del mateix any en l'estrena mundial. En alguns països com França o Suïssa, la cinta es va estrenar el dia 2 de juny i en altres com Alemanya, Argentina o Perú, l'endemà.
El 23 de maig de 2004 es va dur a terme una funció de preestrena a Nova York on van anar el director, el trio protagonista i altres membres de l'elenc com Robbie Coltrane. Aquesta funció va tenir lloc al Radio City Music Hall i hi van assistir més de 6.000 persones que van envoltar la catifa vermella. La setmana següent es va produir l'estrena europea a Londres (el 31 de maig) en un dels complexos de Leicester Square. El 3 de juny es va realitzar una premiere a l'Auditori Nacional de la ciutat de Mèxic amb Alfonso Cuarón. Aquesta va ser realitzada amb finalitats benèfiques i va servir com a puntal del llançament de la pel·lícula al país, on es va estrenar amb 550 còpies.
Per combatre la pirateria, Warner Bros. va prendre mesures especials davant de l'estrena d'aquesta cinta, atès que ja havíen patit les conseqüències causades per còpies il·legals de les pel·lícules anteriors. A Anglaterra es van distribuir lents especials que permetien als acomodadors de les sales assabentar-se de qualsevol enregistrament il·legal. La principal preocupació de la productora era que amb la diferència de dies entre l'estrena al Regne Unit i a la resta del món la pel·lícula acabés sent distribuïda per Internet.
A finals de 2003, Dan Fellman, president de distribució de Warner Bros., havia anunciat que una versió del llargmetratge en format IMAX s'estrenaria simultàniament a la versió convencional.

### Qualificació per edats
Després d'unes declaracions del productor David Heyman es va especular que la cinta podria arribar a rebre una restricció en la seva exhibició als menors de 13 anys. No obstant això, les qualificacions que va rebre finalment van distar en la seva majoria de les especulacions.
Als Estats Units, la Motion Picture Association of America va certificar que la pel·lícula era mereixedora de la qualificació PG («Parent's Guidance Suggested»), segons la qual es recomana que els pares s'informin dels continguts de la pel·lícula, ja que al seu judici alguns podrien resultar inadequats per al públic infantil. Al Regne Unit, la cinta va rebre la mateixa qualificació, així com a Irlanda i el Canadà.
En alguns països, el film va rebre altres qualificacions:
- Apta para tot el públic: Argentina, Corea del Sud, Brasil, Itàlia, Japó, Xile.
- Apta per a majors de 9 anys: Països Baixos.
- Apta per a majors de 10 anys: Suïssa.
- Apta per a majors de 12 anys: Alemanya.
- Apta per a majors d'11 anys: Suècia.
- Apta per a majors de 14: Hongria.

### Crítiques
El film va obtenir crítiques internacionals altament positives, aconseguint el 8,9 del «certificat de frescor» en al lloc web Rotten Tomatoes. L'opinió general sobre el film va quedar expressat en la següent frase: «En mans de Cuarón, Azkaban aconsegueix que la profunditat emocional acompanyi la fetilleria tècnica». Al seu torn, el portal Metacritic –que reuneix les ressenyes publicades pels principals mitjans dels Estats Units– va calcular que la pel·lícula havia rebut un 8,1 de crítiques favorables sobre la base de quaranta comentaris recollits.

#### Estats Units i Regne Unit
Als Estats Units, la pel·lícula va rebre una crítica molt positiva a la revista Salon, Stephanie Zacharek va destacar el treball de fotografia, la narració i posada en escena. L'especialista va opinar que el nou lliurament presentava diferències importants amb els dos primers episodis dirigits per Chris Columbus:
| « | […] El pres d'Azkaban és la primera pel·lícula autènticament Potter, la primera que captura no solament la nostàlgia dels llibres sinó també la manera en què la màgia subjau en el mundà en lloc de només limitar-se a fantasies extravagants. Gràcies al seu esperit autènticament romàntic, Cuarón sap que el secret per aconseguir grans fantasies és el naturalisme. | » |

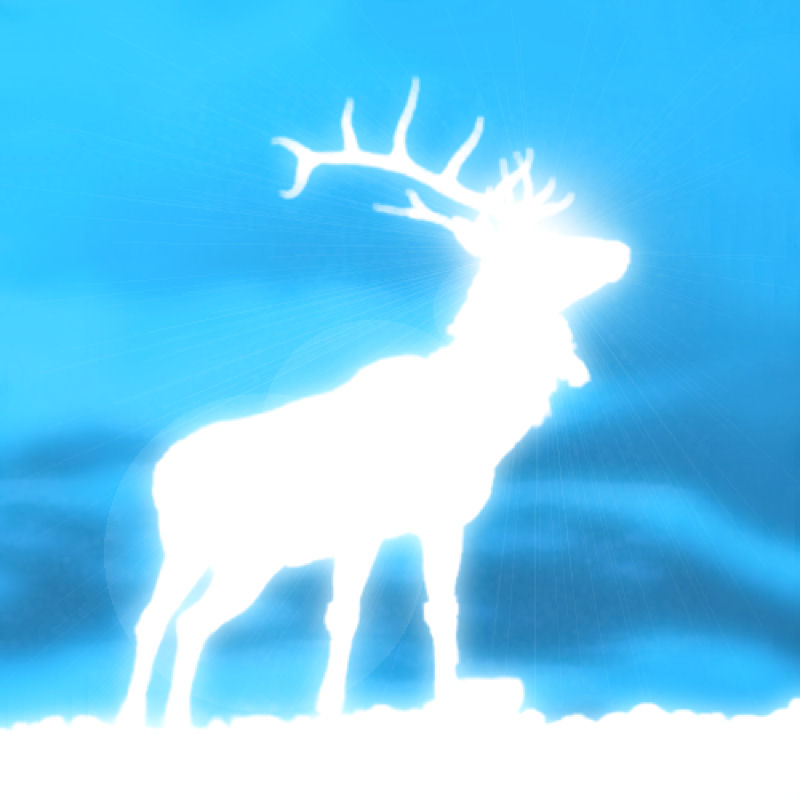
El patronus d'en Harry, encanteri que li permet repel·lir els demèntors

«La pel·lícula infantil més fascinant que s'hagi vist en anys» va ser la frase amb la qual va definir la cinta Peter Rainer, crític de New York Magazine i hi va afegir: «Per descomptat, com qualsevol clàssic infantil veritable resulta igual de màgic per a un adult». El crític de la revista Rolling Stone, Peter Travers, va qualificar amb tres estrelles i mitjana sobre quatre el film, una valoració molt positiva, i va comentar que «és una pel·lícula que pot mantenir-se per si sola encara que mai no hagis sentit parlar de l'autora J. K. Rowling i el seu jove heroi bruixot. El director Alfonso Cuaron, agafant les regnes de Chris Columbus, […] aconsegueix un triomf aportant-hi lirisme, rialles i màgia negra a la festa». El periòdic San Francisco Chronicle va publicar un comentari de Mick LaSalle, que opinava que malgrat certes omissions, el treball del nou director havia aconseguit brindar un espectacle molt més adult que el vist en les pel·lícules predecessores. A LA Weekly, Ella Taylor va definir a El pres d'Azkaban com la millor pel·lícula de la saga.
Una altra ressenya favorable va provenir del setmanari Time, on es va elogiar la millora en l'acabat tècnic de la pel·lícula i en les actuacions de Daniel Radcliffe, Rupert Grint i Emma Watson, encara que es va assenyalar que l'elenc adult encara resultava massa imponent per a les característiques de la pel·lícula. Publicacions estatunidenques com The Washington Post, Boston Globe i Entertainment Weekly també van atorgar puntuacions positives encara que en diferent grau. Per exemple, Entretainment Weekly va concedir la qualificació B+, destacant que s'havia produït una maduració pel que fa als films anteriors però que la sèrie de pel·lícules encara emmalaltia de certs mals que no afligien als llibres. En el periòdic The New York Times es va concloure que:
| « | Aquesta és, sense dubtes, la més interessant de les tres pel·lícules Potter, en part gràcies al fet que és la primera que es veu i se sent com a tal en comptes d'una representació llegida amb efectes especials de fons. […] El món màgic del senyor Cuarón, fotografiat pel talentós neozelandès Michael Seresin, és més granulat i lúgubre que el de Columbus. D'entrada se sent més perillós, més rigorosament encantat i real. | » |

Menys entusiasta va ser el comentari signat per crític Roger Ebert al Chicago Sun-Times. Ebert va afirmar que, tot i que la pel·lícula tenia el seu encant, no era superior a les anteriors; alguna cosa semblant al que va expressar Ann Hornaday en el seu comentari per The Washington Post.
Al Regne Unit, la pel·lícula també va aconseguir opinions molt positives als periòdics The Times, The Belfast Telegraph i The View London. Al diari The Telegraph londinenc, David Gritten va expressar que la cinta «finalment fa justícia a l'elevada imaginació de J. K Rowling» i que els nous actors atorgaven frescor a la producció. La crítica de la BBC també va apreciar la qualitat del disseny de producció i del film en el seu conjunt. La revista Empire va remarcar que la pel·lícula es beneficiava àmpliament per les innovacions narratives i visuals introduïdes per Cuarón i per l'acompliment dels diferents apartats artístics. Tot i això, es va assenyalar que encara hi havien problemes narratius i actorals heretats de les adaptacions anteriors.
No obstant això, la pel·lícula no va estar exempta de comentaris menys entusiastes o directament negatius. Des del periòdic The Guardian, Peter Bradshaw va considerar que la pel·lícula era bona però inferior a la seva predecessora. En una crítica negativa publicada en The Independent es va criticar que l'excessiva retallada de subtrames arruïnava la qualitat de la pel·lícula i que el director perdia el fil de la narració per concentrar-se massa en l'atmosfera.

#### Amèrica Llatina i Espanya
Entre els mitjans castellanoparlants van proliferar també els comentaris positius. Des del diari espanyol El País, M. Torreiro va caracteritzar el film com «Una barreja entre innovació i tradició tan sàvia com efectiva… encara que potser en aquesta part es quedin pel camí els admiradors més petits de la saga del jove aspirant a bruixot». La crítica del diari El Mundo d'Espanya va afirmar que «Kloves i Cuarón han fet una pel·lícula divertida i aventurera, però amb un component romàntic i un altre de realista (en el retrat de personatges) que li afegeixen interès».
A Mèxic, el país natal de Cuarón, El pres d'Azkaban també va rebre elogis en mitjans de premsa com El Universal i El Siglo de Torreón. Els mitjans argentins també van acollir favorablement l'estrena amb crítiques elogioses. El crític del diari Clarín, Pablo Scholtz, va qualificar la cinta amb quatre estels sobre un total de cinc. «Amb passadissos secrets, una casa encantada, botxins i traïcions a la llum de la lluna. El desplegament visual, els efectes especials i la música de John Williams fan molt per la història, bastant ombrívola i tenebrosa, que la converteixen en la més apassionant de la saga fins al moment» va escriure en el seu comentari. Diego Battle del periòdic La Nación va parlar sobre l'enorme gir de timó que suposava el canvi de director per a la saga: «L'ingrés del talentós director mexicà Alfonso Cuarón en reemplaçament de l'impersonal Chris Columbus ha provocat un notable salt artístic en la saga de Harry Potter […] no només és molt més ambiciosa i audaç en termes visuals i narratius que les seves dues predecessores, sinó que comporta a més una forta dosi de risc per a una franquícia».

### Repercussió comercial
La cinta va trencar nombrosos rècords de recaptació a nivell mundial. En primer lloc, es va convertir —en el seu moment— en l'estrena que més diners havia recaptat en un només dia a Gran Bretanya amb 5,3 milions de lliures un dilluns. En segon lloc, la cinta va aconseguir 93,7 milions de dòlars durant el seu primer cap de setmana als Estats Units —on va ser estrenada a 3855 cinemes—, aconseguint l'obertura de taquilla més gran de tots els temps després de Spiderman 2, Shrek 2 i Hulk. Amb això també va superar les recaptacions d'obertura aconseguides per La pedra filosofal i La cambra secreta al mateix país.
Al cap de setmana d'obertura a França, la pel·lícula va aconseguir 17,7 milions de dòlars (12,9 milions d'euros), convertint-se en l'estrena més reeixida per a un film de procedència anglosaxona i el millor en termes econòmics després d'Astérix & Obélix: Missió Cleòpatra i Taxi 2. A Alemanya va debutar amb una recaptació de 15,2 milions de dòlars, i a Itàlia amb 6,9 milions en 743 pantalles, la qual cosa va representar una millora del 6% pel que fa a la pel·lícula predecessora. A Mèxic, país natal del director, la pel·lícula va aconseguir la segona millor arrencada després de Spiderman 2, amb 5,2 milions de dòlars, un 77% millor que en el cas de la primera pel·lícula i un 36% pel que fa a la segona. A Argentina va aconseguir la xifra de 2,2 milions de pesos en 143 sales i a Brasil 6,1 milions de reals.
Segons estudis demogràfics, l'audiència de la pel·lícula va estar composta en un 60% de persones menors de disset anys, la qual cosa va marcar un augment a l'edat mitjana del públic. Fora del territori anglosaxó, la pel·lícula va ser l'estrena que millor recaptació va aconseguir a l'any, ja que es va embutxacar 546 milions de dòlars.
El pres d'Azkaban va aconseguir una suma de 795,5 milions de dòlars a nivell mundial, la qual cosa la va convertir en el segon film més reeixit del 2004, solament superada per Shrek 2. Malgrat els seus reeixits assoliments en la taquilla, El pres d'Azkaban és considerat el film de Harry Potter que menys ha recaptat en la taquilla (els altres han superat els 875 milions de dòlars a nivell mundial).

## Premis principals
| Premi                | Categoria                                                         | Candidat(s)                                                   | Resultat   |
| -------------------- | ----------------------------------------------------------------- | ------------------------------------------------------------- | ---------- |
| Oscar                | Millor banda sonora                                               | John Williams                                                 | nominada   |
| Oscar                | Millors efectes visuals                                           | Tim Burke, Roger Guyett, Bill George i John Richardson        | nominada   |
| Premis BAFTA         | Millor disseny de producció                                       | Stuart Craig                                                  | nominada   |
| Premis BAFTA         | Millors efectes visuals                                           | Tim Burke, Roger Guyett, Bill George i John Richardson        | nominada   |
| Premis BAFTA         | Millor maquillatge                                                | Amanda Knight, Eithne Fennel i Nick Dudman                    | nominada   |
| Premis BAFTA         | Premi del públic                                                  | Harry Potter i el presoner d'Azkaban                          | guanyadora |
| Premis BAFTA         | Premi Alexander Korda a millor film britànic                      | Harry Potter i el presoner d'Azkaban                          | nominada   |
| Premi BAFTA infantil | Millor pel·lícula                                                 | David Heyman, Chris Columbus, Mark Radcliffe i Alfonso Cuarón | nominada   |
| Premis Grammy        | Millor banda sonora per a pel·lícula o un altre mitjà audiovisual | John Williams                                                 | nominada   |
| Premis Saturn        | Millor vestuari                                                   | Janny Temime                                                  | nominada   |
| Premis Saturn        | Millor director                                                   | Alfonso Cuarón                                                | nominada   |
| Premis Saturn        | Millor maquillatge                                                | Amanda Knight, Eithne Fennel i Nick Dudman                    | nominada   |
| Premis Saturn        | Millor música                                                     | John Williams                                                 | nominada   |
| Premis Saturn        | Millor interpretació juvenil                                      | Daniel Radcliffe                                              | nominada   |
| Premis Saturn        | Millor actor de repartiment                                       | Gary Oldman                                                   | nominada   |
| Premis Saturn        | Millor guió                                                       | Steve Kloves                                                  | nominada   |

## DVD
El DVD de la pel·lícula es va comercialitzar el 23 de novembre del 2004. Com en el cas de les pel·lícules anteriors, es van posar a la venda dues edicions: una simple que contenia la pel·lícula i els avanços cinematogràfics dels tres primers films i una altra de dos discos amb contingut extra. En tots els casos es va utilitzar so Dolby Digital 5.1.
L'edició de dos discos va comptar amb escenes eliminades durant el procés d'edició. Entre elles es van incloure minuts addicionals del viatge en el Nitrèpid Bus i la seqüència de l'ocell assassinat pel pi cabralla, l'atac nocturn de Sirius Black i l'aparició del cavaller Sir Cadogan. A més d'aquest material, el DVD va comptar amb diversos continguts interactius: el joc «Atrapa l'Scabbers», una classe de Defensa contra les Forces del Mal, un tour per la botigaa Ducdemel seguint als bessons Weasley, i una missió de Sir Cadogan. Es va incloure també un videoclip amb la cançó «Double Trouble» subtitulada per fer una pràctica amb el cor de Hogwarts i un joc en el qual calia descobrir els detalls amagats en diferents plànols de la pel·lícula.
D'altra banda, el segon disc va comptar amb una sèrie de documentals com «Creando la visión», en el qual Alfonso Cuarón, J. K. Rowling i altres especialistes parlen sobre aspectes generals de la cinta; «De cabeza a cabeza reducida» va consistir en una sèrie d'entrevistes als membres de l'elenc realitzades per Johnny Vaughan i Lenny Henry com el cap reduït; a «Cuidado de las criaturas mágicas» es va entrevistar als diferents encarregats del treball amb animals, i «Conjurando una escena» és un darrere d'escena sobre els efectes visuals de la pel·lícula.
A més, el DVD va incloure el tràiler del videojoc desenvolupat per EA Games i com a contingut especial per a les PC amb DVD-ROM una cronologia dels successos de la sèrie i cromos intercanviables.

## Anàlisi

### Estil, simbologia i iconografia
L'estil general aconseguit per la pel·lícula va resultar ser més sinistre i ombrívol que el de Chris Columbus, encara que El pres d'Azkaban va reutilitzar molts dels elements abordats pel director nord-americà. En aquest sentit, elements fins llavors positius com el partit de quidditch o les seqüències del Hogwarts Express van donar motiu a situacions sinistres gràcies a la introducció d'elements nous com els demèntors. Passa el mateix amb altres elements com el pi cabralla que es converteix en un depredador d'ocells. La pel·lícula combina reiteradament situacions sinistres i humorístiques, mostrant fins i tot trets de comèdia anglesa que confereixen a la cinta un toc molt més anglès que el de Columbus. A propòsit d'aquest estil més infaust, el crític David Garrido Bazán va comentar que
| « | […] la pel·lícula ofereix una versió lúdica i, no obstant això, sinistra d'aquest món que fins ara ens resultava familiar i confortable dins de la seva singularitat. Cuarón aconsegueix extreure del mateix la seva versió més amenaçadora, com una premonició que envolta de forma permanent als seus protagonistes. | » |

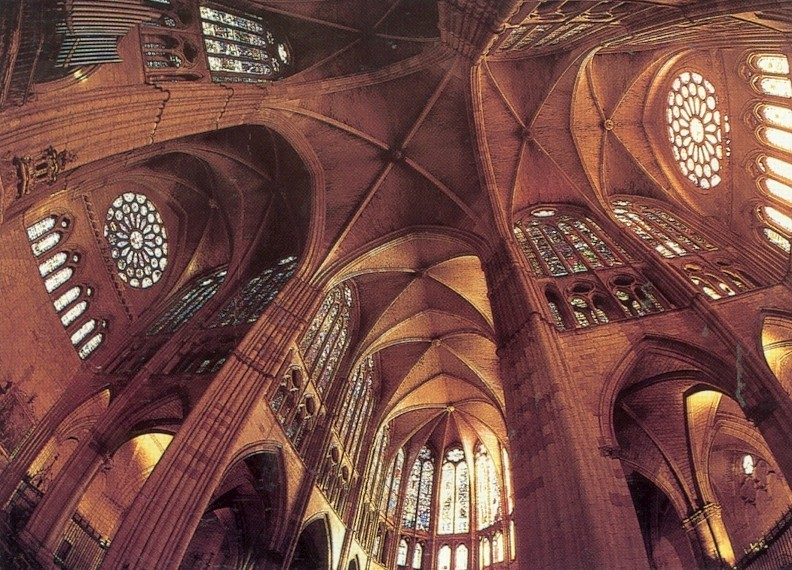
L'arquitectura de Hogwarts es basa en l'estil gòtic.

Per a aquesta segona seqüela es van produir canvis en la utilització dels elements iconogràfics i es van observar noves influències estilístiques en el treball del Departament d'Art. L'arquitectura del Col·legi Hogwarts va canviar cap a un estil més marcadament gòtic. En això va influir que es deixés de filmar en algunes localitzacions, l'estil de les quals diferia del gòtic medieval, com era el cas del castell d'Alnwick, edifici emparentat amb l'estil arquitectònic normand. El llargmetratge també va utilitzar altres elements propis de la imatgeria gòtica com les ratapinyades, passadissos secrets i transformacions grotesques. Alguns elements d'utilleria com les espelmes que s'assemblen a columnes vertebrals també van reelaborar certes característiques macabres pròpies d'aquesta estètica. S'ha assenyalat també que la pel·lícula posseeix certa influència dickensiana per la sensualitat amb la qual el director presenta el grotesc de les metamorfosis.
D'altra banda, les criatures fantàstiques que hi apareixen també posseeixen la seva respectiva càrrega simbòlica. Els demèntors, d'acord amb algunes anàlisis, recorden a la imatge tradicional de la mort gràcies a les seves capes negres i volàtils; els seus poders (succionar els pensaments feliços i fins i tot arrabassar l'ànima a les seves víctimes) en reforcen la semblança. S'ha assenyalat també que la fragilitat física aparent de les criatures constitueix una referència del director en ser conegut com la ploraire en el folklore mexicà. L'hipogrif, per la combinació estranya de la seva anatomia, representa la transgressió de la impossibilitat així com la unió de cel i terra. La criatura (que no prové del folklore sinó de la imaginació del poeta Ludovico Ariosto) va aparèixer per primera vegada a Orland furiós, relat en el qual el cavaller Roger i la donzella Angèlica volen al llom de l'hipogrif a la recerca d'aventures, com en Harry i l'Hermione al film.
La pel·lícula va incloure també algunes referències pictòriques, entre elles un retrat del pintor barroc Rembrandt penjat en les parets de l'escola, així com diversos llenços que imiten la pintura renaixentista i barroca. En l'aspecte dels demèntors es van trobar trets que el crític Peter Rainer va interpretar com una possible influència de l'obra d'Edvard Munch.
També existeixen certes referències a l'herència llatinoamericana i sobretot mexicana del director. Per exemple, la font emplaçada en un dels patis de Hogwarts posseeix estàtues d'àguiles devorant serps, una al·lusió a la bandera de Mèxic. A més, el ritme ràpid de la pel·lícula així com el seu ús vivaç del color remetrien al caràcter de voràgine i a la massificació de la capital mexicana. També hi ha presnets algunes referències a certa estètica retro gràcies a les apel·lacions al jazz i a un element com el fonògraf durant la classe amb el professor Llopin, així com alguns vestits dels anys setanta com el que utilitza Timothy Spall per encarnar el seu personatge.

### Temàtica i influències
Harry Potter i el pres d'Azkaban fa al·lusió a una sèrie de temes que entronquen amb la problemàtica general de la maduració, en aquest cas la que es produeix en el pas de la infància a l'adolescència. Alfonso Cuarón va manifestar clarament la seva visió sobre quin era l'eix temàtic de la cinta: el procés d'autodescobriment que experimenten Harry i els seus amics.
| « | Tant en Harry com l'Hermione i en Ron estan creixent. I per ells la vida ja no és un joc sinó que comença a ser una cosa més complicada, amb matisos infinits i rics. Un període on hi ha present la introspecció. (...) em va interessar aquest despertar dels nens al dur món en què tots vivim, on les coses deixen de ser blanques o negres, comencen els dubtes existencials i comencem a adonar-nos que els adults no són tan perfectes com crèiem. | » |

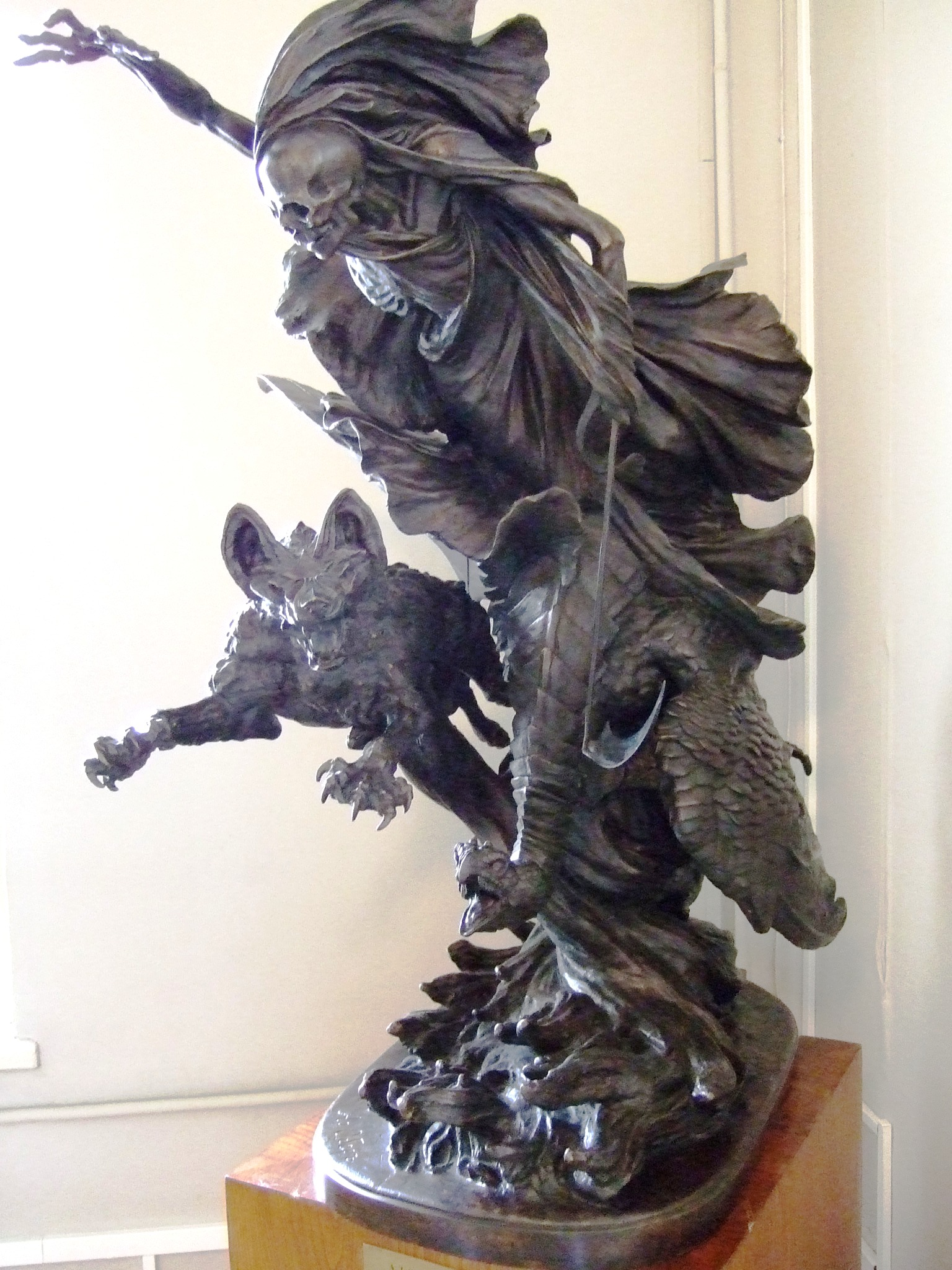
Els dementors recorden a la representació tradicional de la Mort.

El cineasta va assenyalar que la pel·lícula forma un tríptic temàtic al costat d'altres dues obres de la seva filmografia: Y tu mamá también i La princeseta, totes dues sobre la recerca de la identitat. La particularitat del personatge d'en Harry resideix en el fet que existeix en ell la temptació de buscar una màscara per protegir-se en el procés de descobriment de la seva identitat, però aquest procés, que dura tota la vida, requereix que accepti, per exemple, les vivènvies de la seva figura paterna. Així, la pel·lícula aborda la qüestió de bregar amb el pes del passat i de la mort per poder créixer.
L'evolució es manifestaria en els tres protagonistes de la pel·lícula, les personalitats de la qual mostren canvis profunds. Harry és més irascivle i es mostra capaç d'inflar a Marge Dursley per fer-se respectar. Alguns van veure en aquesta escena del film una referència a la pel·lícula Carrie de Brian de Palma. Amb això, Harry descobreix el gust per la màgia que sorgeix de la imprudència i que ja no li importa tant contenir-se davant dels Dursley. El personatge també es mostra capaç de matar quan s'enfronta al pròfug Sirius Black després de descobrir la seva possible participació en l'assassinat dels seus pares. En el cas dels amics de Harry, s'observa que Hermione dissimula les seves hormones amb els llibres i com es rebel·la contra la professora de Futurologia. En Ron, d'altra banda, es mostra inhibit a causa de les seves insuficiències i malapteses. Entre ambdós emergeix una tensió sexual que Cuarón suggereix en el frec de les seves mans i en les seves constants discussions. Els tres personatges es mostren preocupats i alhora estimulats per canvis produïts en els seus respectius cossos. Cuarón presta especial atenció als diversos aspectes crucials en la vida dels protagonistes en l'internat Hogwarts, com poden ser les seves rivalitats, temors i coquetejos. Per aquestes raons s'ha afirmat que «El pres d'Azkaban transcorre en una edat de despertar sexual, en la qual comença a manifestar-se cada vegada major interès per les persones del sexe oposat». Cuarón va assenyalar que algunes escenes del trio protagonista constituïa una referència al triangle amorós de la seva cinta anterior, Y tu mamá también.
En aquest sentit, alguns crítics van afirmar que la pel·lícula metaforitza diversos aspectes relatius a la pubertat i l'adolescència; d'aquesta manera, l'escena d'obertura (quan en Harry apareix agitant la seva vareta sota els llençols intentant no ser descobert) funcionaria com una referència encoberta a la masturbació. Una altra mostra metaforitzada de comportament adolescent és el indiferència que en Harry demostra davant de la restricció d'edat per entrar al bar Les Tres Escombres. El noi s'hi escapoleix utilitzant la seva capa d'invisibilitat a manera de document d'identitat fals. No obstant això, els aspectes ombrívols de l'etapa també queden plasmats en el film gràcies a les diferents criatures fantàstiques que apareixen en pantalla, les quals poden interpretar-se com a éssers reals o bé com a metàfores de les pors adolescents. Segons J. K. Rowling, els demèntors són fruit d'una ment malalta i representen un estat mental conegut com depressió. El poder de les criatures prové de la por de les seves víctimes i de la capacitat d'extreure'n qualsevol tret de felicitat.
Els demèntors també representen la por i, en aquest sentit, la pel·lícula discorre sobre la naturalesa d'aquesta sensació i la forma de confrontar-la. En El pres d'Azkaban la naturalesa de les pors més violentes resideix en l'interior abans que ser causada per factors exògens i la classe de Defensa contra les Forces del Mal impartida pel professor Llopin és una lliçó sobre l'eficiència de l'humor per combatre els temors més profunds de l'ànima. Encara quan existeix una forma de confrontar els temors, el personatge principal no els erradica per complet del seu interior, la qual cosa, segons Rainer, mostra que Harry pot ser adult encara que estigui mort de por. «Veiem com Harry creix i es converteix en un jove valent, però mai se'ns enganya fent-nos creure que el personatge no té por fins i tot quan aconsegueix els seus majors triomfs».
Un altre tema important dins de la pel·lícula és la dificultat de distingir els amics dels enemics. El joc de les aparences, una constant en els llibres de Rowling i, per tant, en les pel·lícules, es converteix en una altra qüestió important quan la trama fa un gir argumental com si es tractés d'un thriller d'Alfred Hitchcock. Entre les influències cinematogràfiques d'aquest tercer episodi s'han esmentat també a Les Quatre Cents Coups de François Truffaut, El setè segell d'Ingmar Bergman, la trilogia El Senyor dels Anells de Peter Jackson i els films dels Monty Python, com també la cinta expressionista Nosferatu de F. W. Murnau, cap a la qual hi haurien algunes referències amagades.
D'altra banda, també s'ha assenyalat que El pres d'Azkaban conté alguns subtextos polítics. Wesley Morris de Boston Globe va declarar en la seva ressenya que l'univers abordat pel llargmetratge mostrava senyals d'una «radical paranoia social»; en aquesta lectura, els demèntors a Hogwarts i la limitació a les llibertats dels alumnes que la seva presència suposa, té alguna similitud amb l'ocupació americana a l'Iraq. El 2007, el filòsof francès Jean-Claude Milner va assenyalar que la família Dursley, així com el personatge de la tia Marge (i el que li passa a aquesta última en una escena de la novel·la i de la pel·lícula també), podia representar una sàtira a la figura de Margaret Thatcher i a la seva política.